# Biserica Sfântul Ioan Botezătorul din Caransebeș

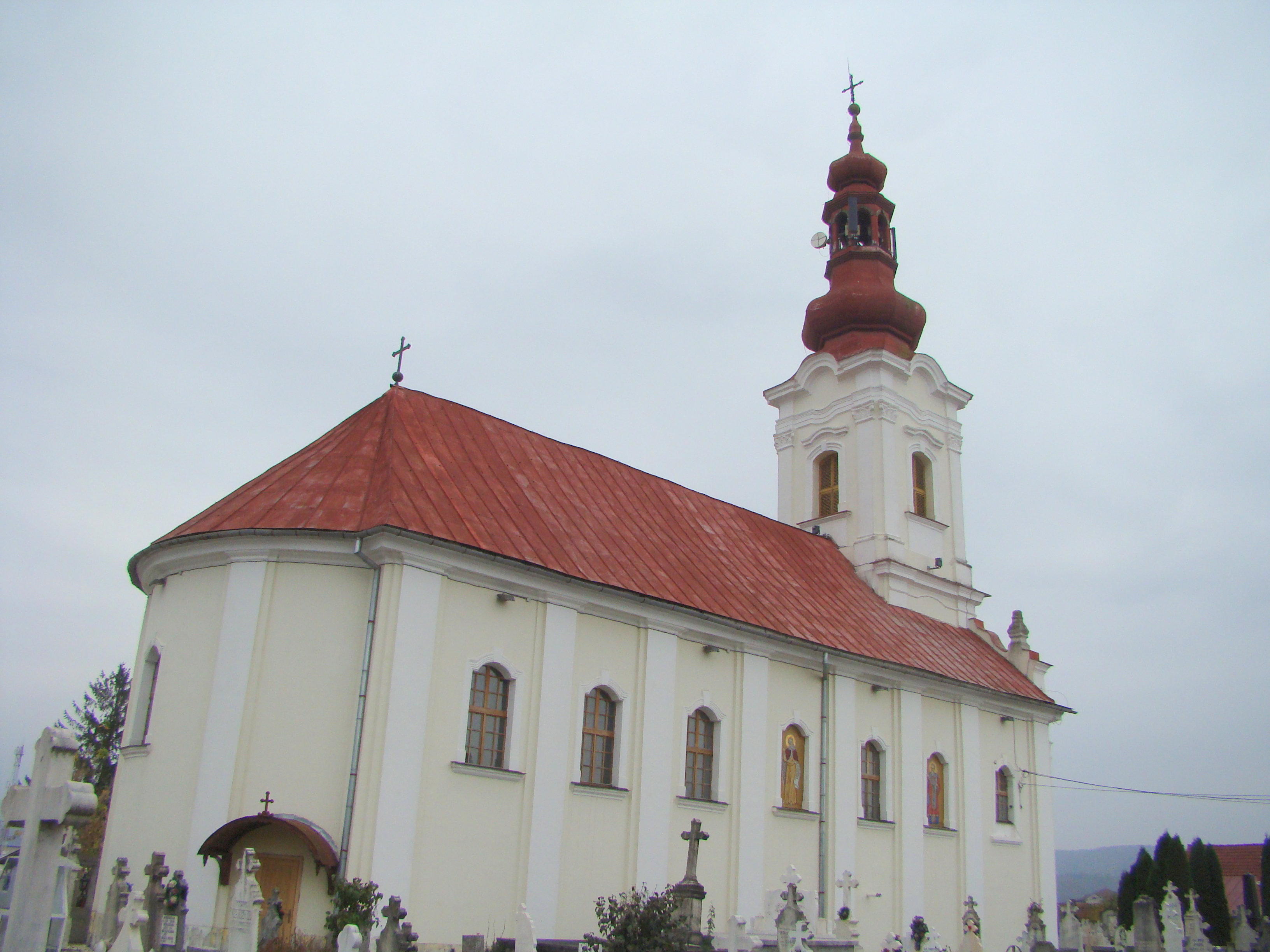
Biserica „Sfântul Ioan Botezătorul” din municipiul Caransebeș, județul Caraș-Severin, foto: octombrie 2018.

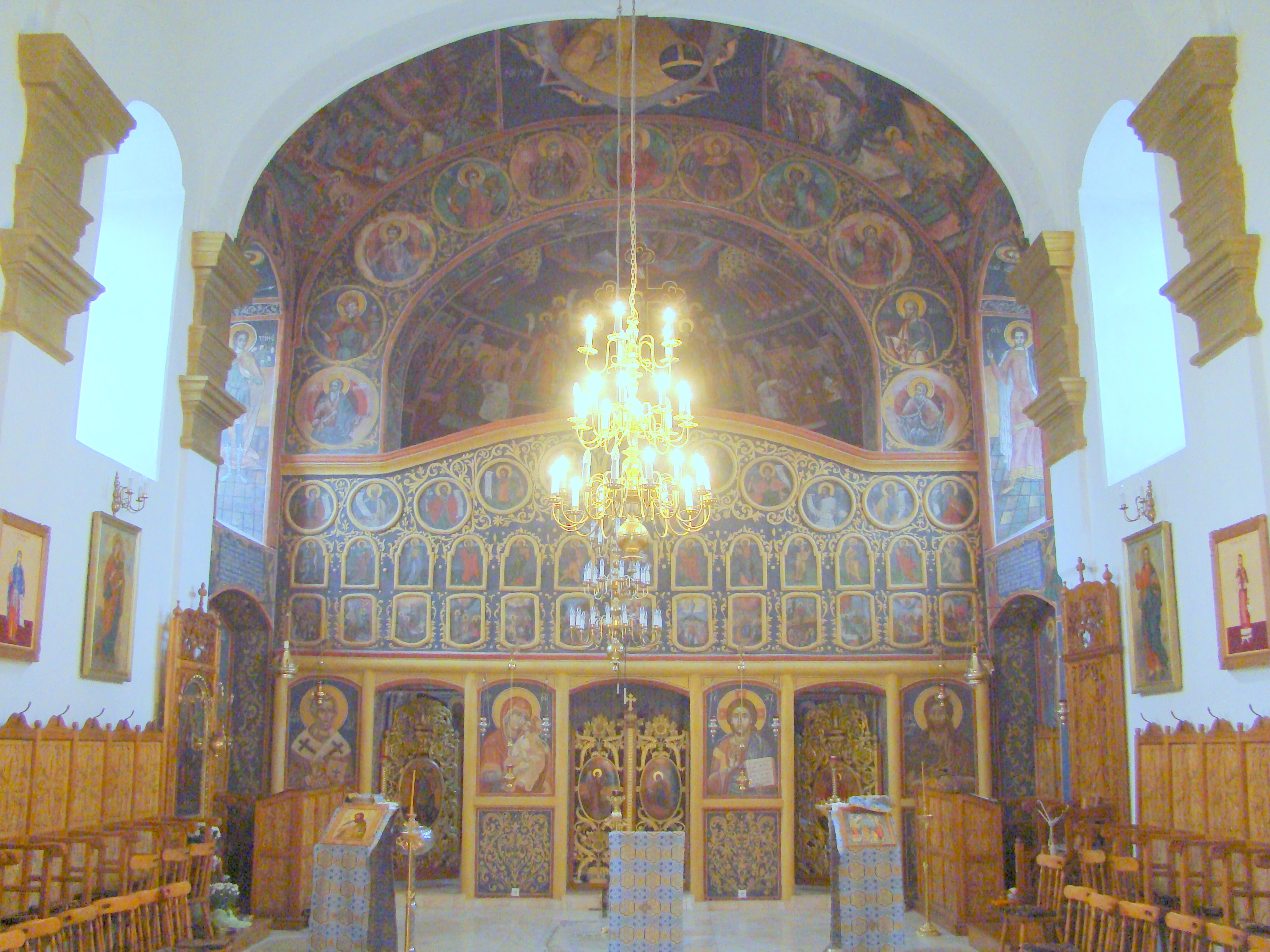
Iconostasul

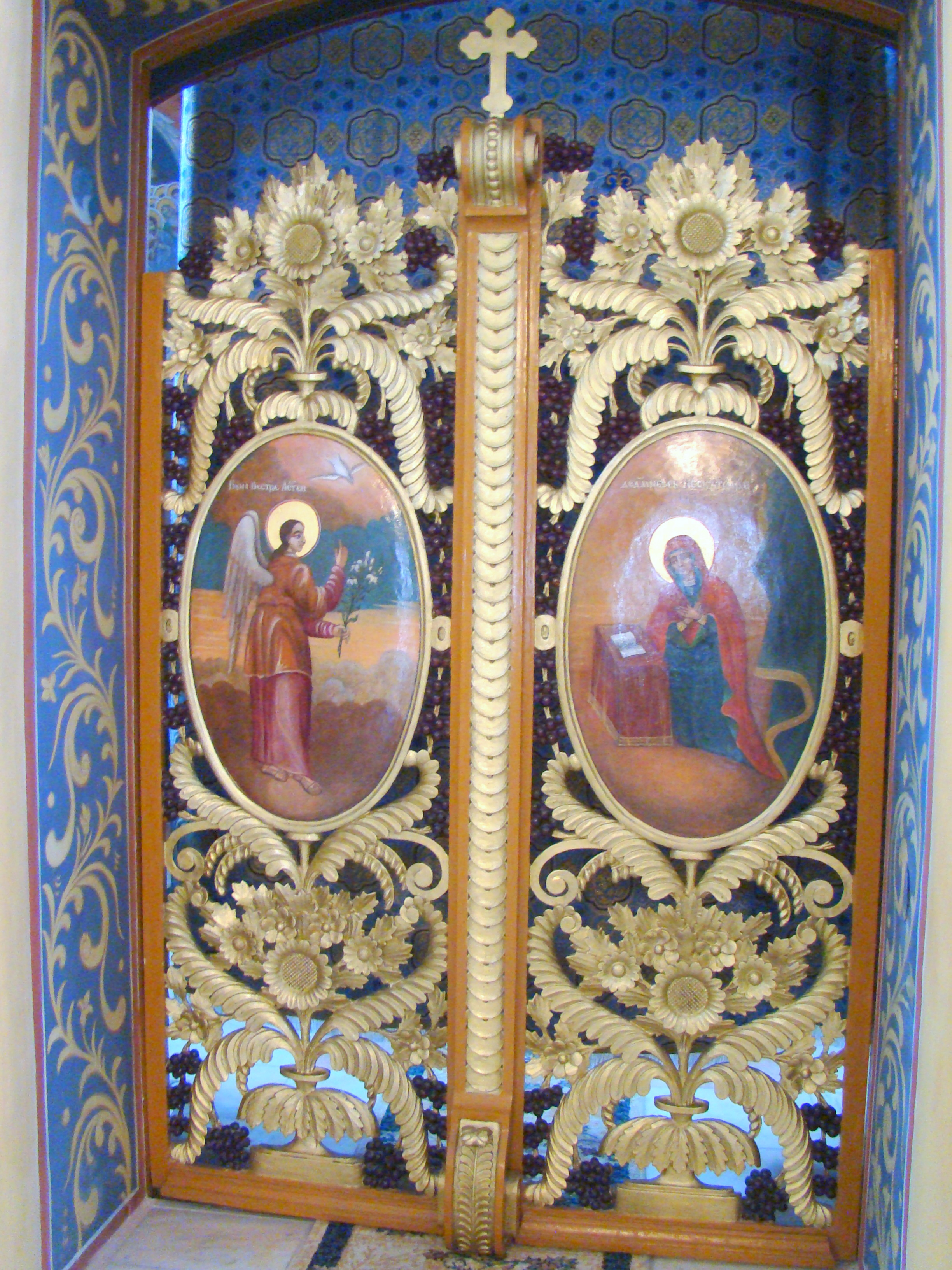
Ușile împărătești: Buna Vestire

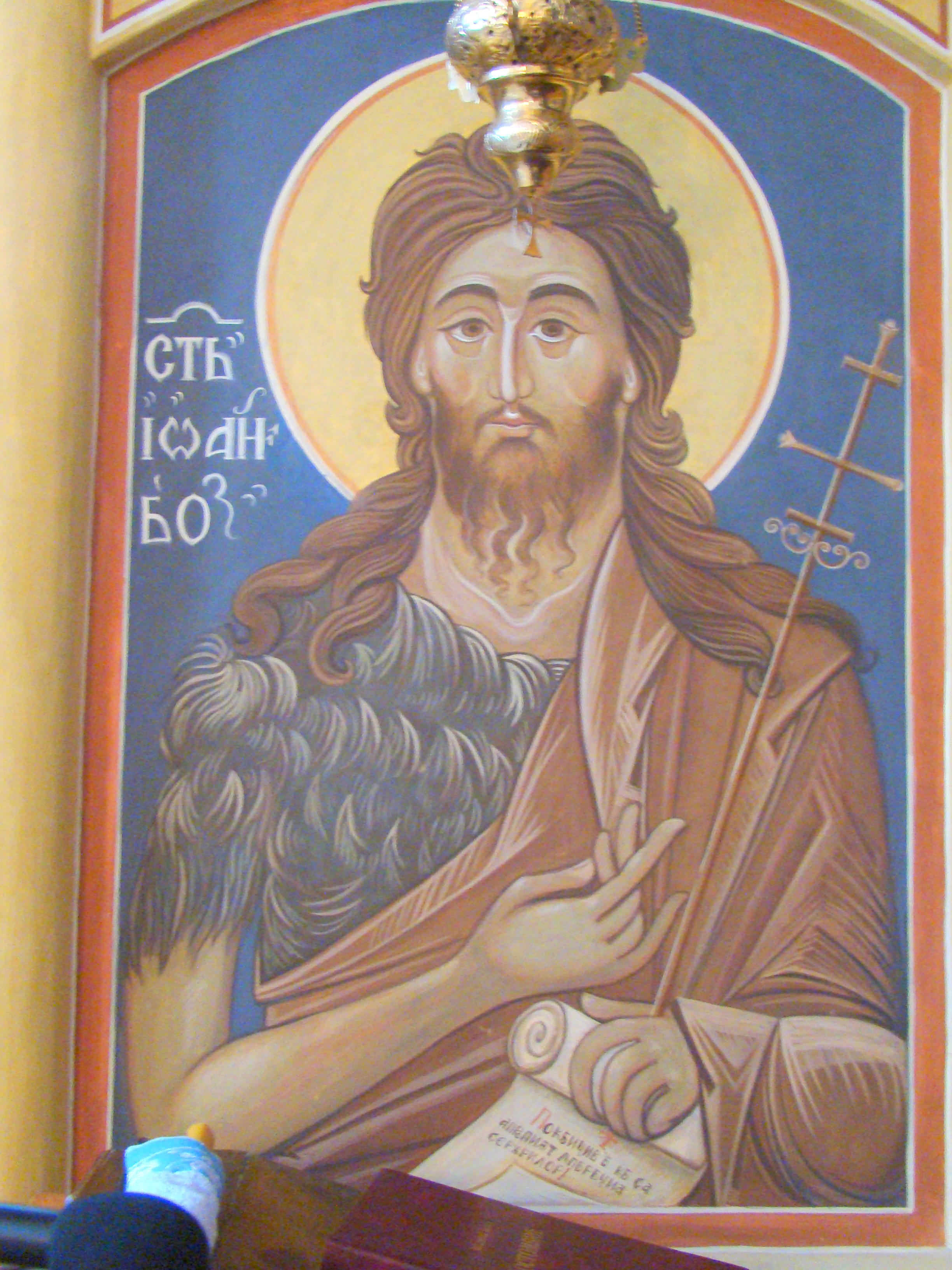
Icoana de hram: Ioan Botezătorul

Biserica „Sfântul Ioan Botezătorul” din municipiul Caransebeș, județul Caraș-Severin, a fost construită între anii 1770-1780. Biserica se află pe lista monumentelor istorice sub codul LMI:  CS-II-m-B-11084.

## Istoric și trăsături
Biserica are hramul „Sfântul Ioan Botezătorul” și se află în cimitirul vechi al orașului Caransebeș. Lăcașul este înconjurat de un zid exterior de piatră, pe locul unde în vechime erau zidurile de apărare ale cetății Caransebeșului.
Biserica a fost zidită lângă vechea biserică din lemn a cimitirului, al cărei loc este indicat de o cruce monumentală numită „Crucea lui Răbăgia", aflată puțin mai sus de biserica actuală, deasupra criptei protopopului Theodor Roșca, și care a fost ridicată în locul unde a fost altarul bisericii vechi.
Biserica a fost construită între anii 1770-1780 și a fost sfințită la 11 mai 1781 de episcopul Vichentie Popovici⁠(sr)[traduceți] al Vârșețului.
Zugrăvirea s-a făcut în 1787, în stil neobizantin, de către doi zugravi și un ucenic, cunoscuți doar după prenumele Ion. Pardoseala bisericii a fost realizată din piatră combinată cu mozaic. Cele trei clopote au fost turnate în Timișoara, la 1790 și 1791 și, respectiv, în Graz, la 1796.
În timpul incursiunii turcești din 1788 biserica a suferit grave stricăciuni ale zugrăvelii și altarului, deoarece trupele turcești au folosit biserica drept reședință de campanie în timpul operațiunilor militare. Lucrările de reparare ce au urmat s-au terminat în 18 octombrie 1808, cheltuielile fiind acoperite de comerciantul local Manoilă Stancovici și soția acestuia, Marta. 
Alte lucrări au avut loc în 1855, când turnul s-a acoperit cu tablă de cupru, iar învelitoarea a fost înlocuită cu tinichea. 
În anul 1927 biserica s-a rezugrăvit pe exterior și s-a refăcut șarpanta și învelitoarea turnului de către dulgherul Dimitrie Călțun. Lucrări importante au avut loc și în anul 1960, când picturile și zugrăveala bisericii au fost reîmprospătate de pictorul Petru Lazăr și de meșterii zugravi Dimitrie Călina și Nicolae Ambruș, iar învelitoarea de tablă a fost înlocuită.
Lucrări ample de renovare s-au făcut și în cursul anilor 2006-2008: pavarea interiorului, pictarea naosului și pronaosului (iconostasul și absida altarului au pictură veche), schimbarea mobilierului, refacerea tencuielii interioare și a acoperișului.
Cimitirul ce înconjoară biserica odihnește personalități de seamă pentru istoria Banatului: episcopii Caransebeșului Ioan Popasu, Nicolae Popea, Filaret Musta și Emilian Birdaș, personalități laice cum ar fi Ștefan Velovan, Patriciu Dragalina, Iuliu Vuia, Dimitrie Cuzma, Pavel Jumanca și generalul Traian Doda.

## Imagini din exterior

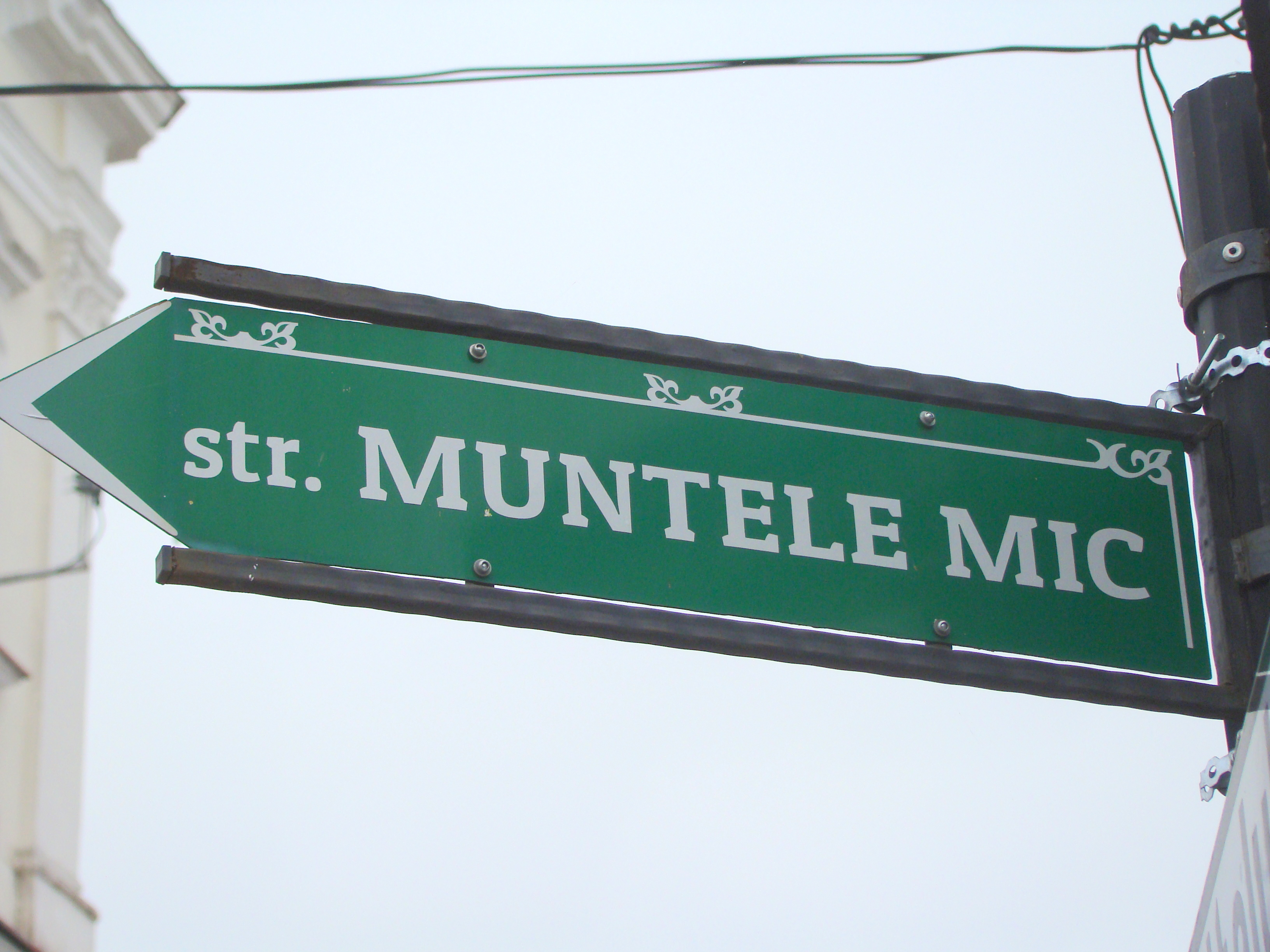
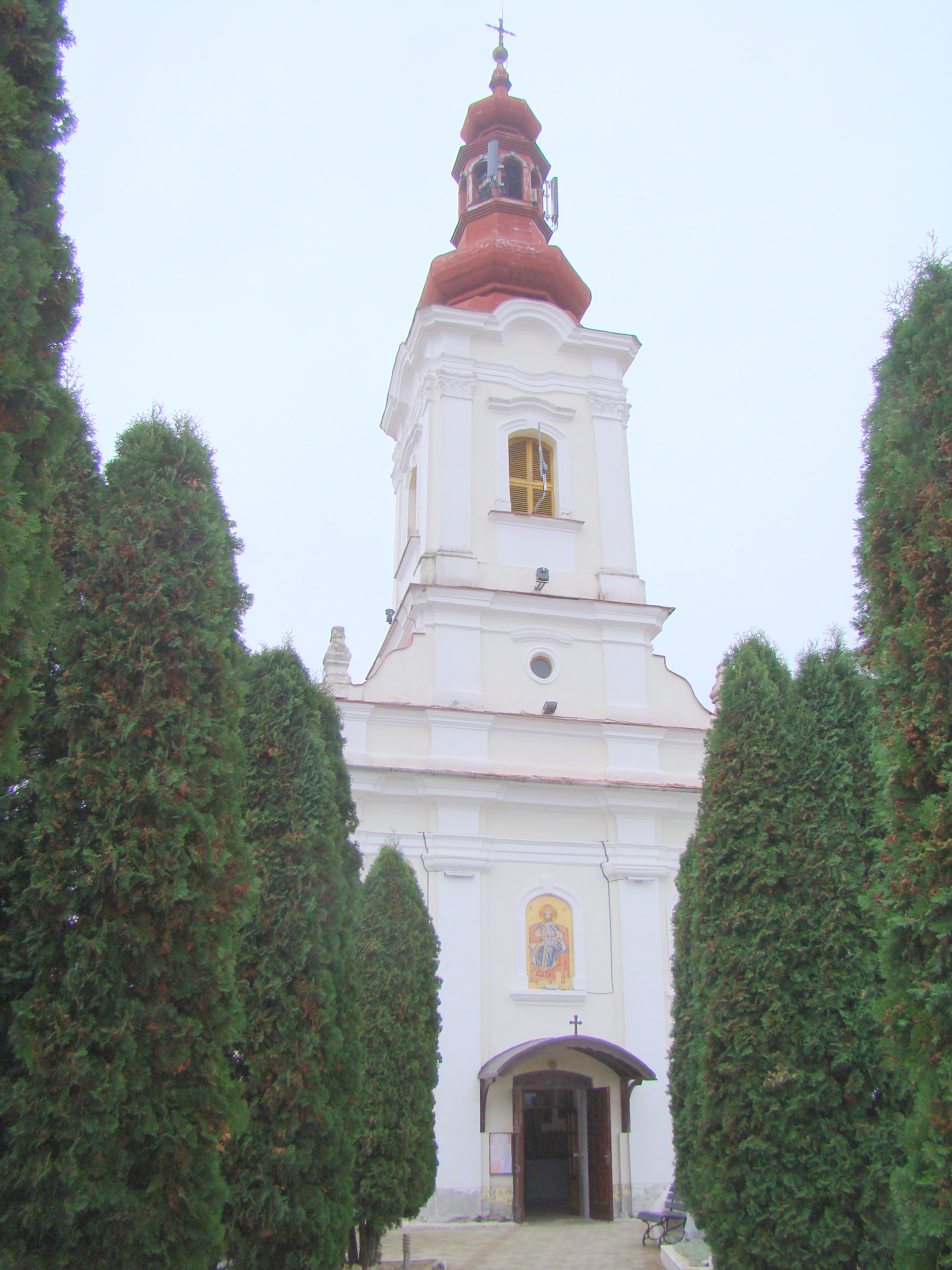
Biserica (vest)
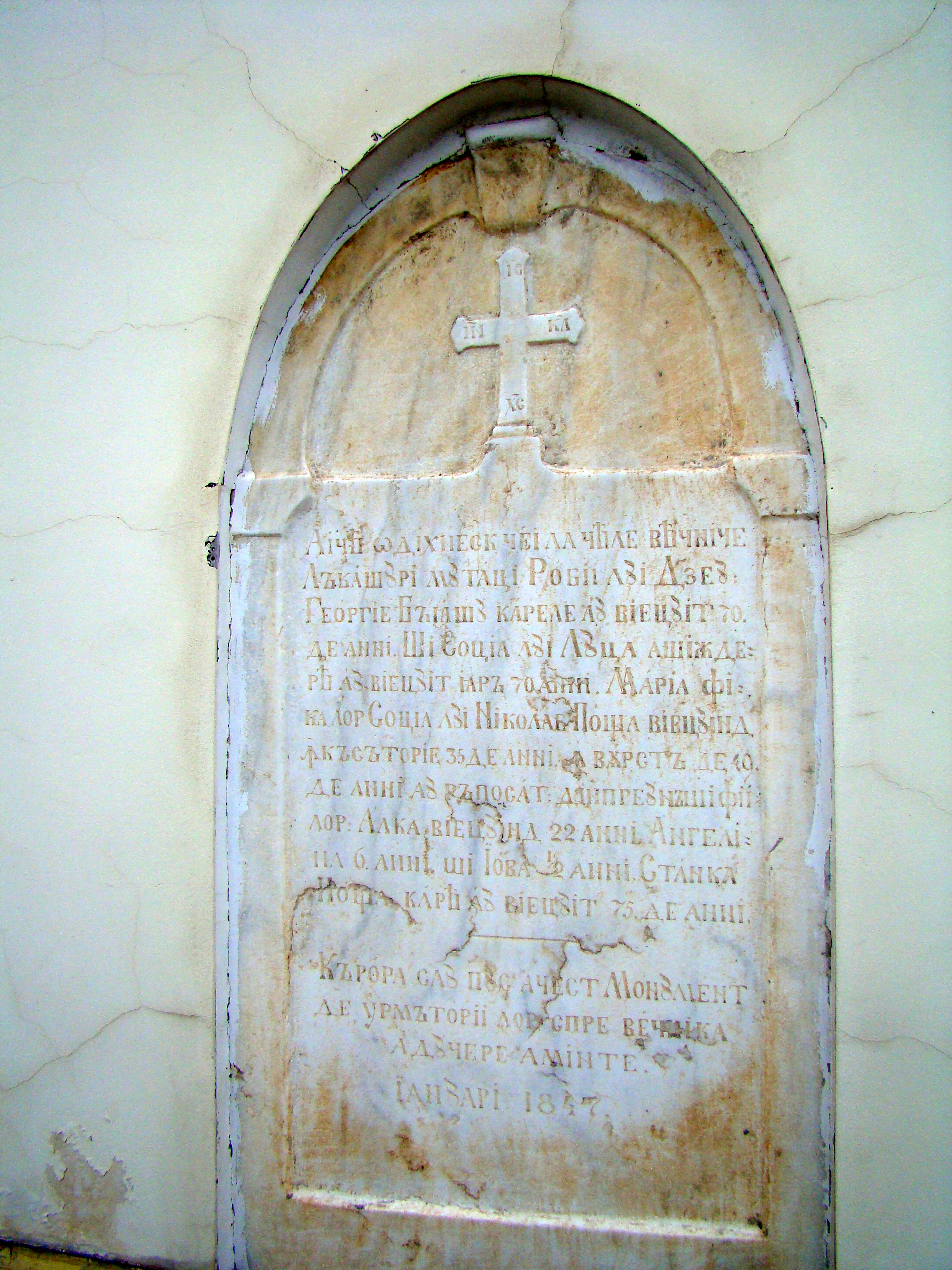
Inscripție
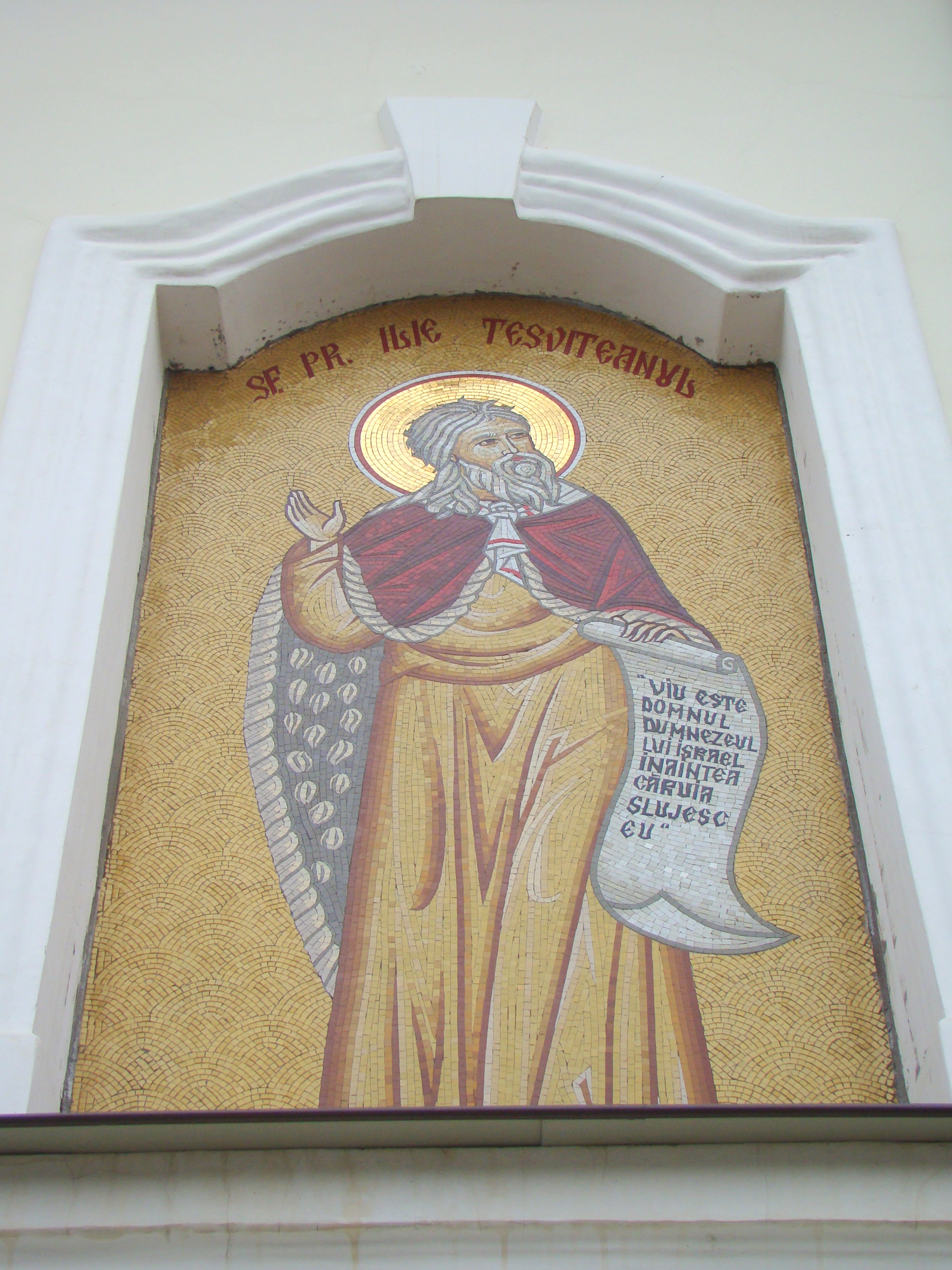
Ilie Tesviteanul
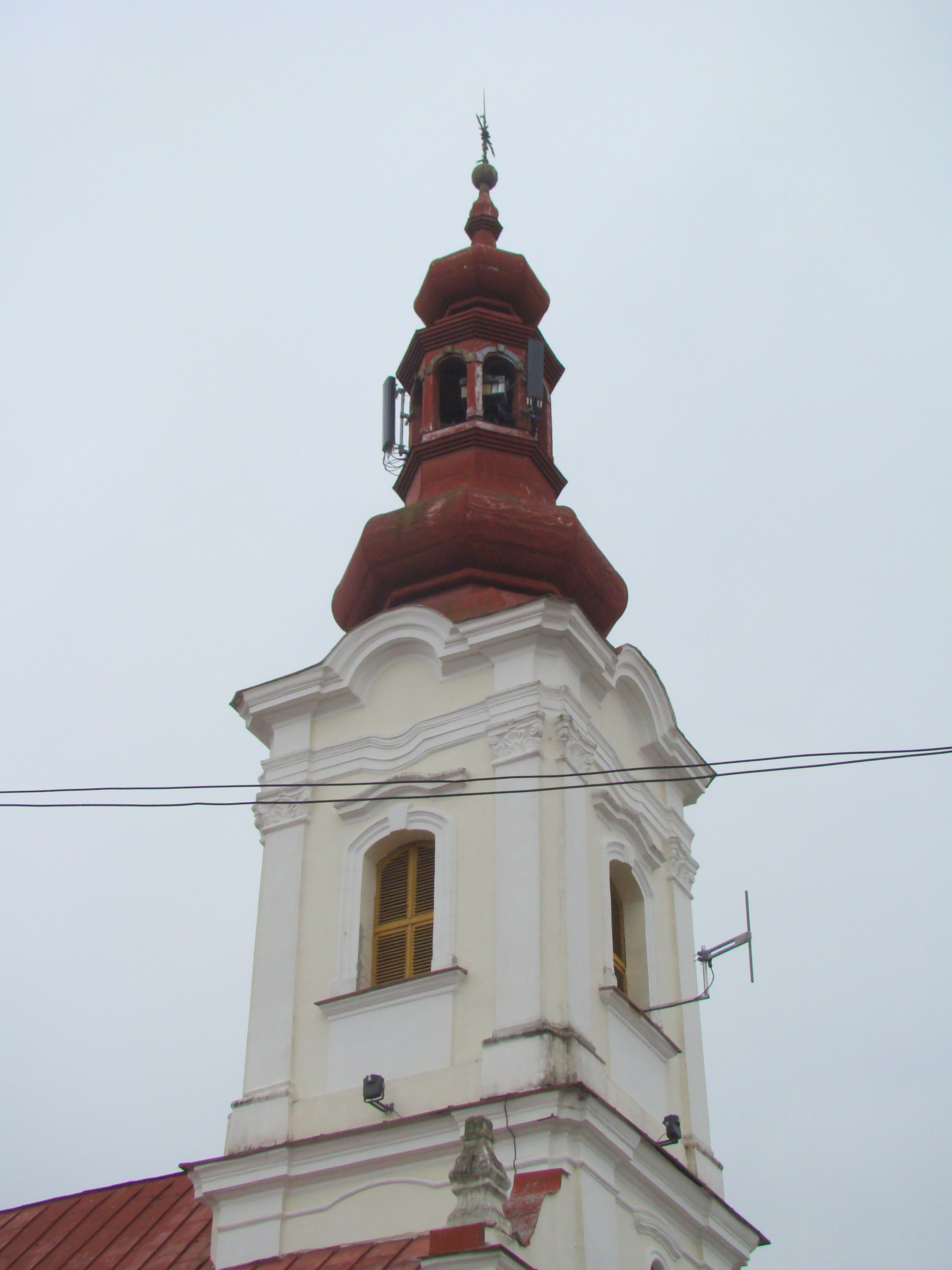
Turnul bisericii
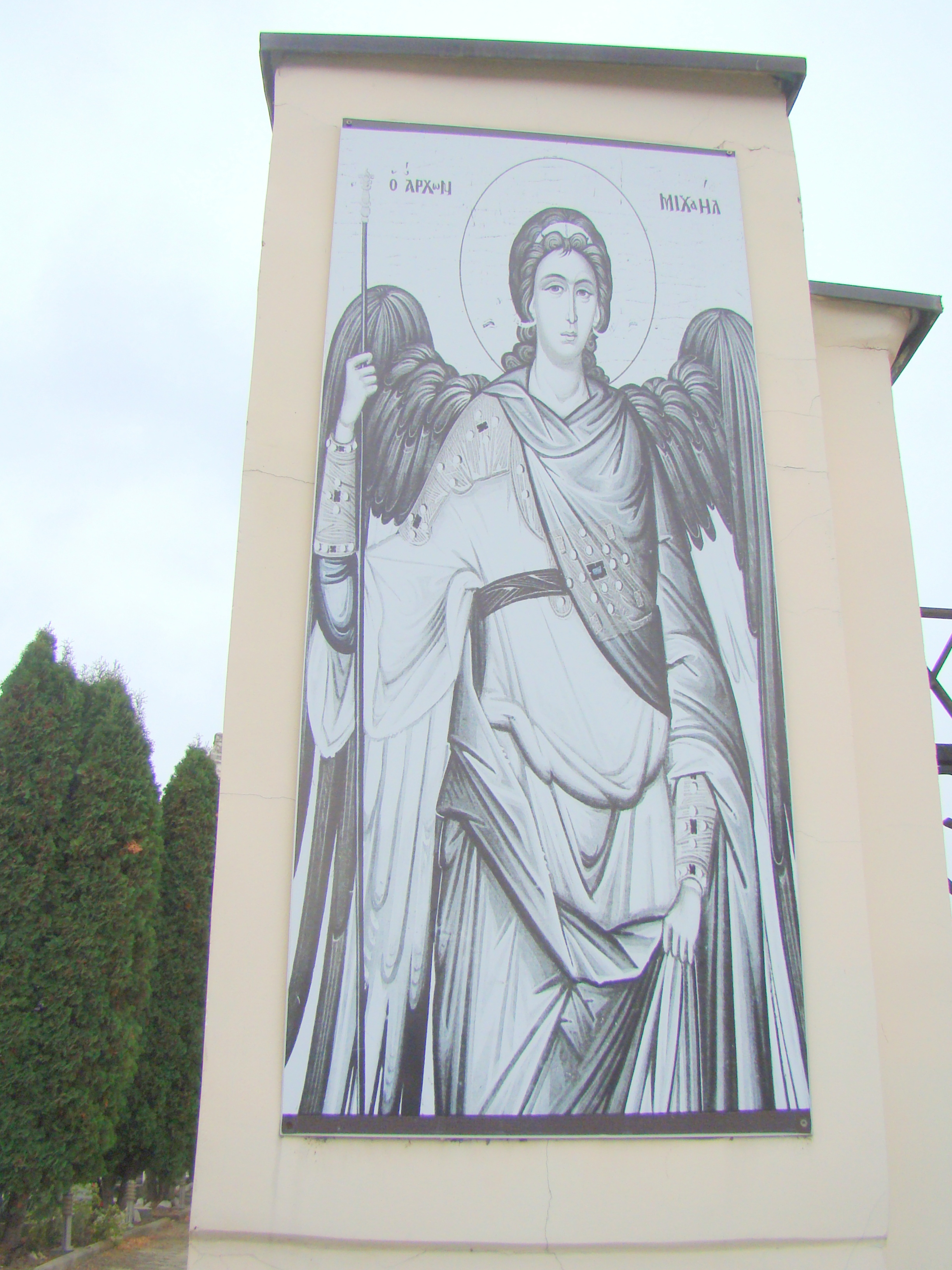
Arhanghelul Mihail
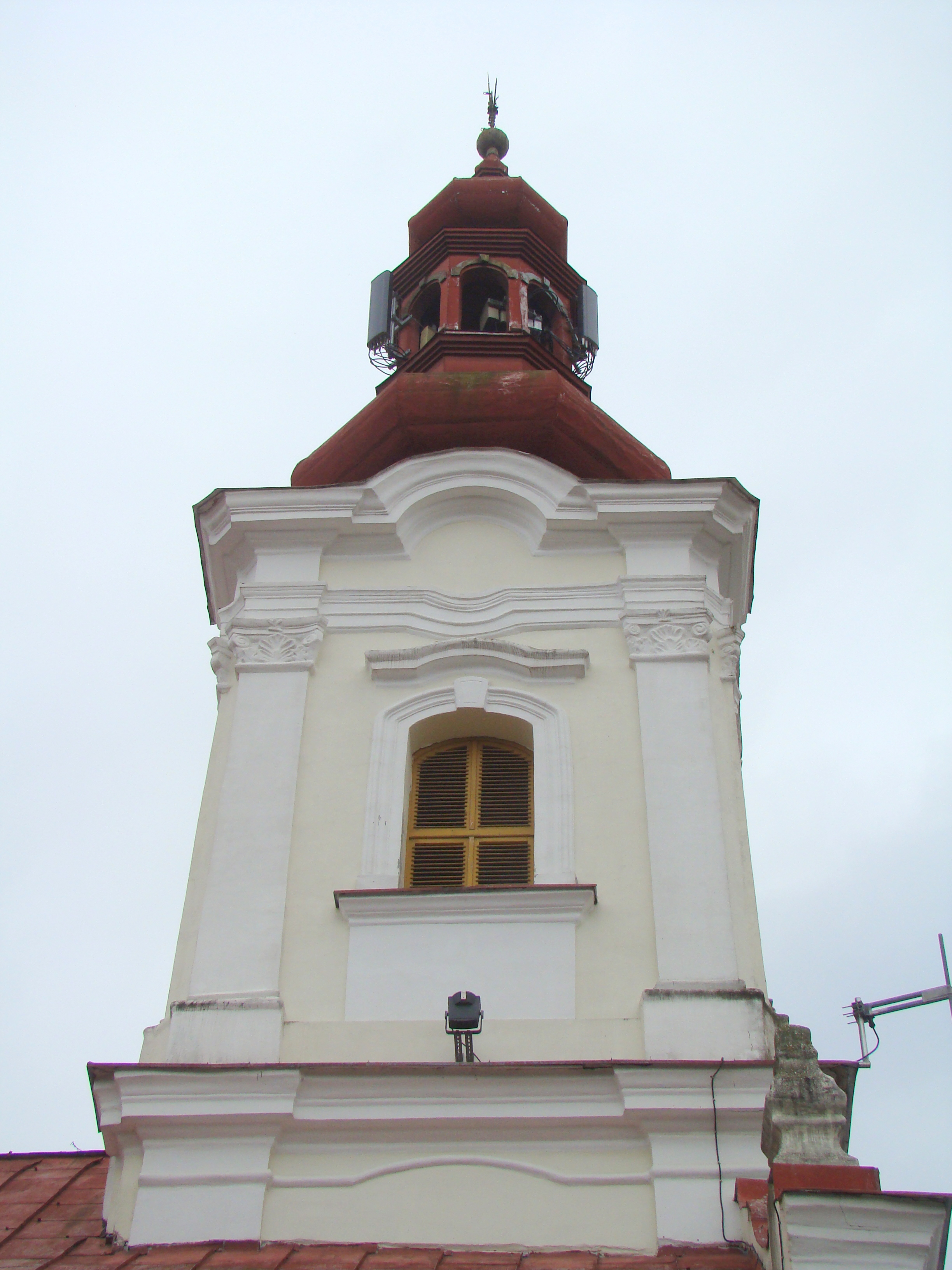
Turnul bisericii
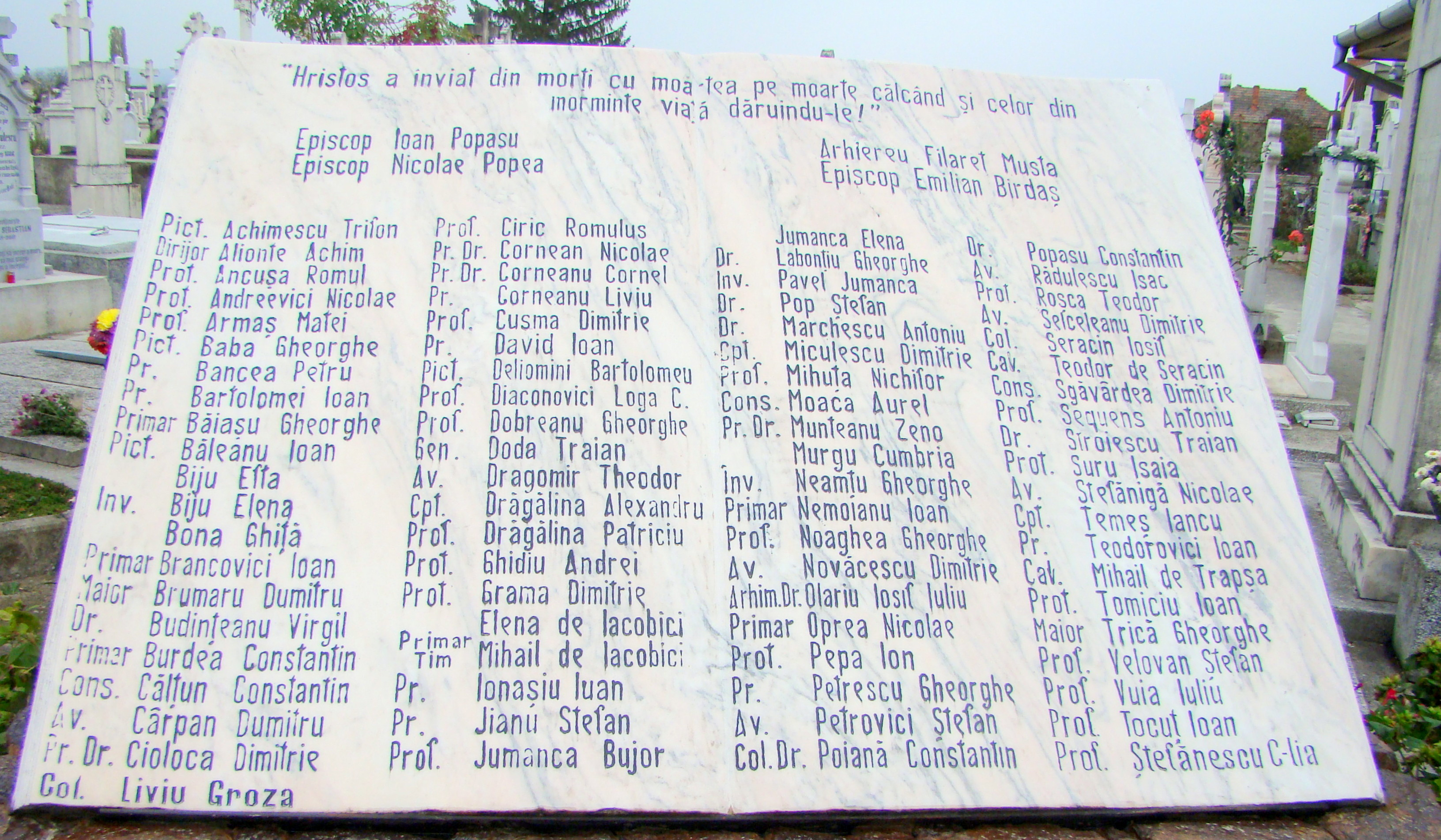
Personalitățile înmormântate în cimitirul bisericii
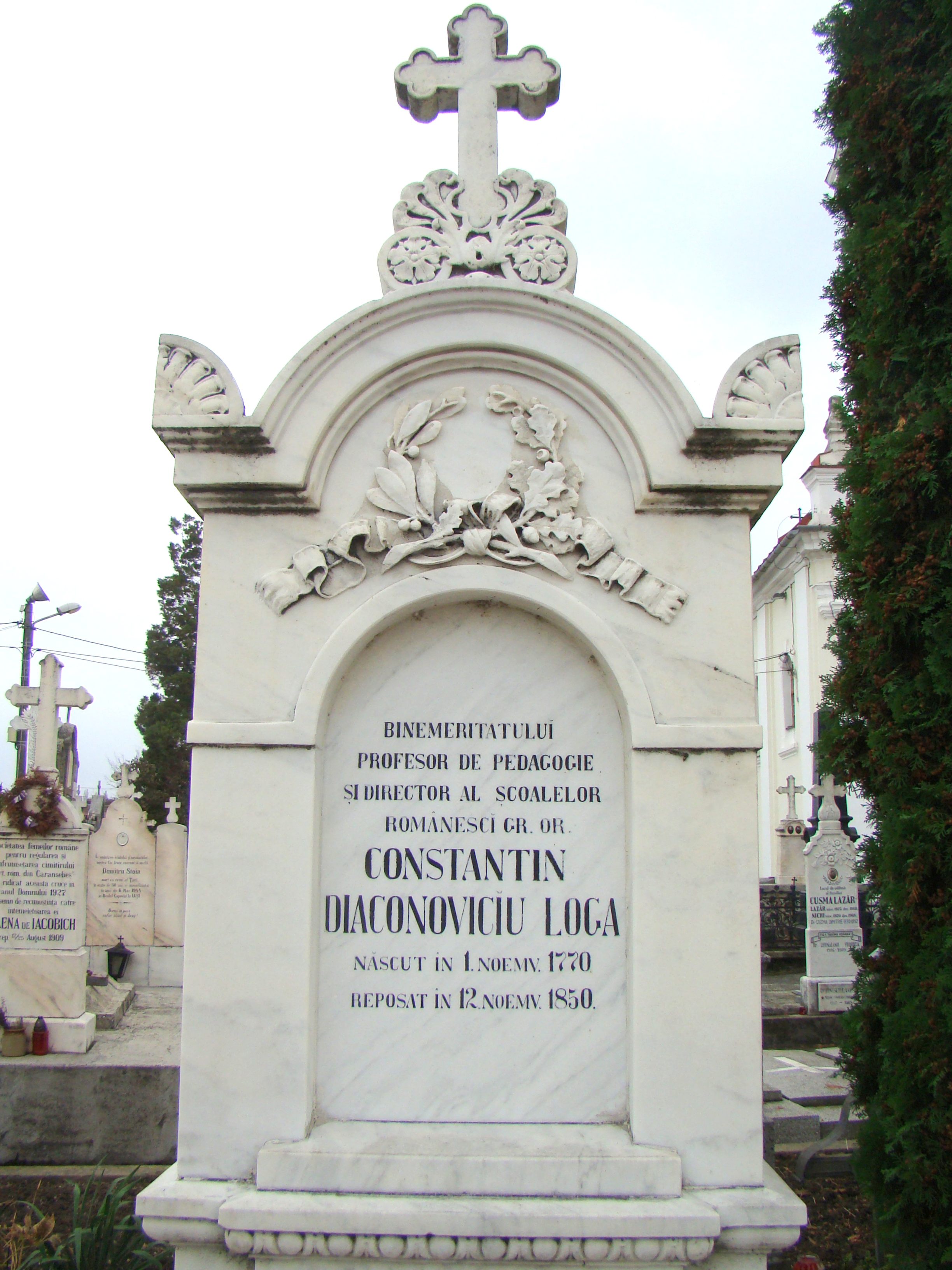
Mormântul lui Constantin Diaconovici Loga (monument istoric)
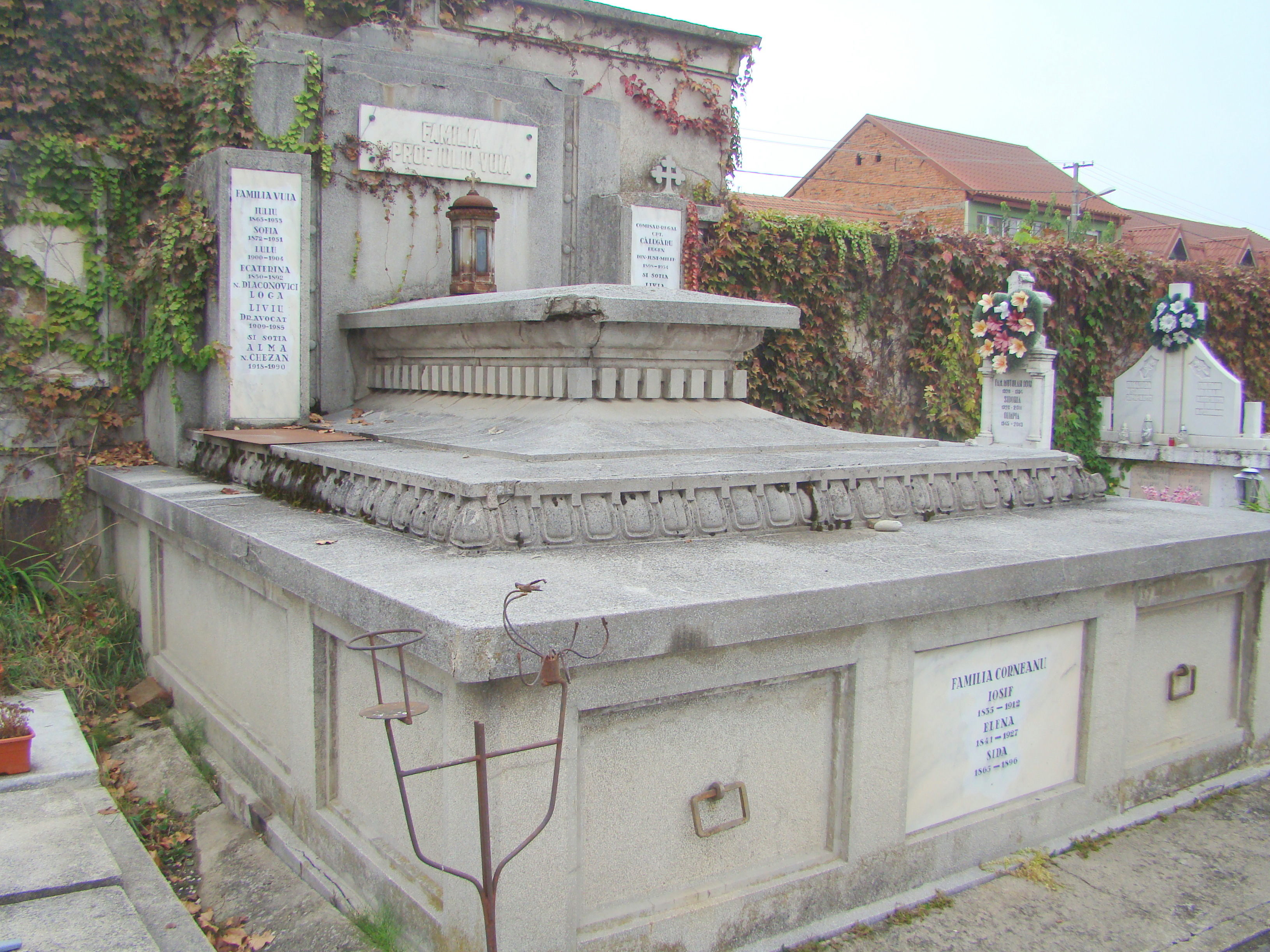
Mormântul etnografului Iuliu Vuia (monument istoric)
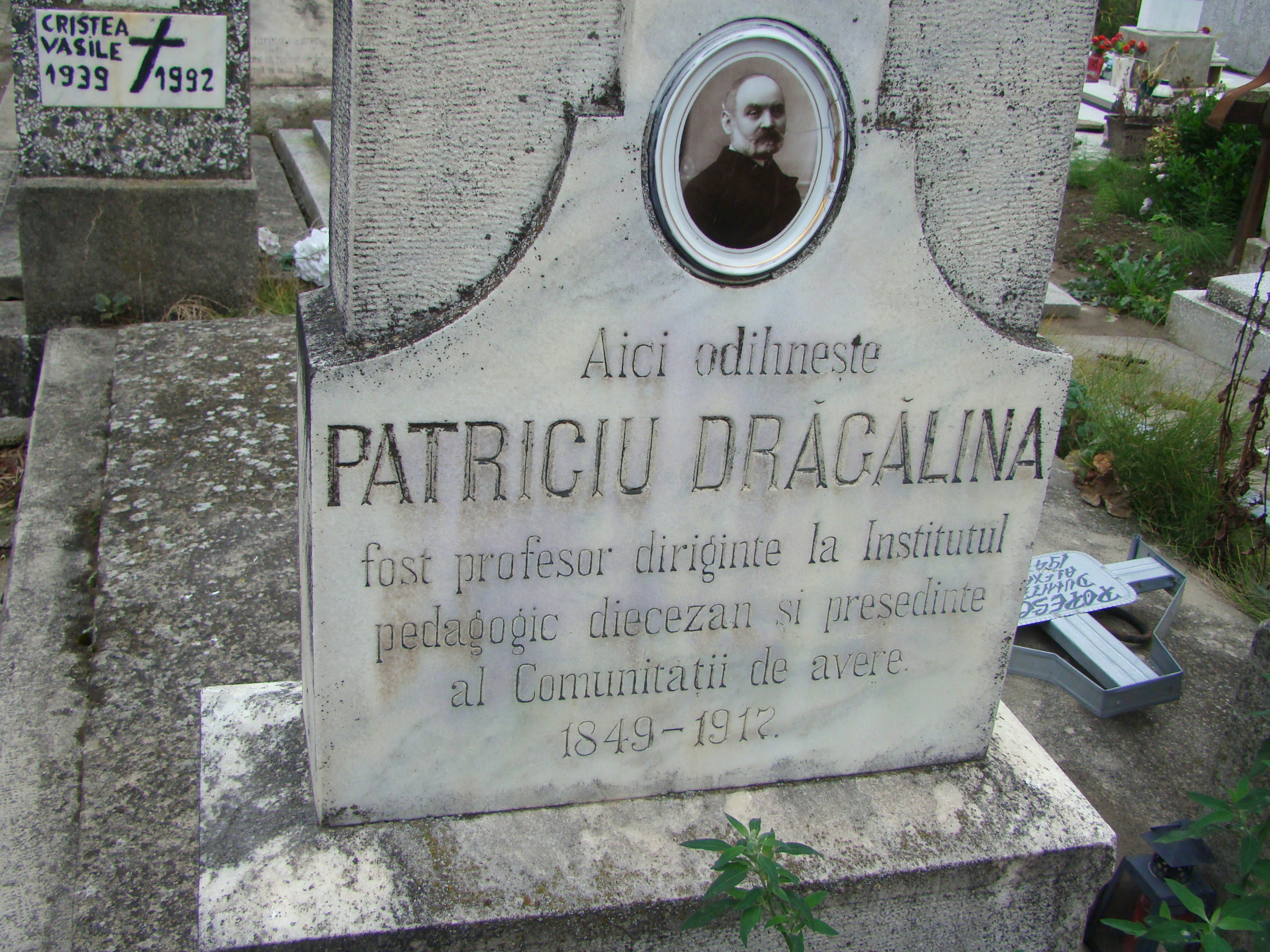
Mormântul istoricului Patriciu Dragalina (monument istoric)
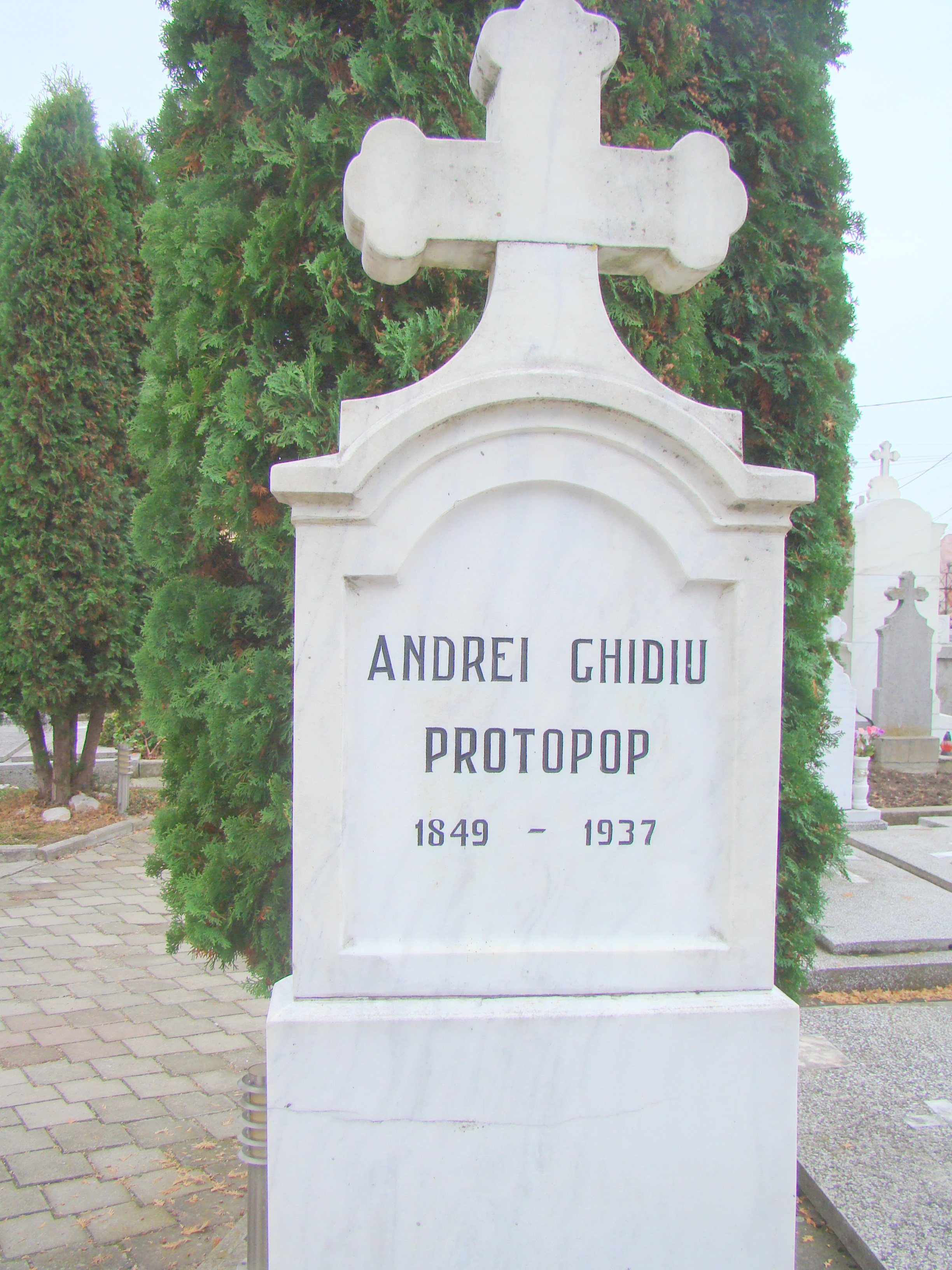
Mormântul protopopului Andrei Ghidiu

## Imagini din interior

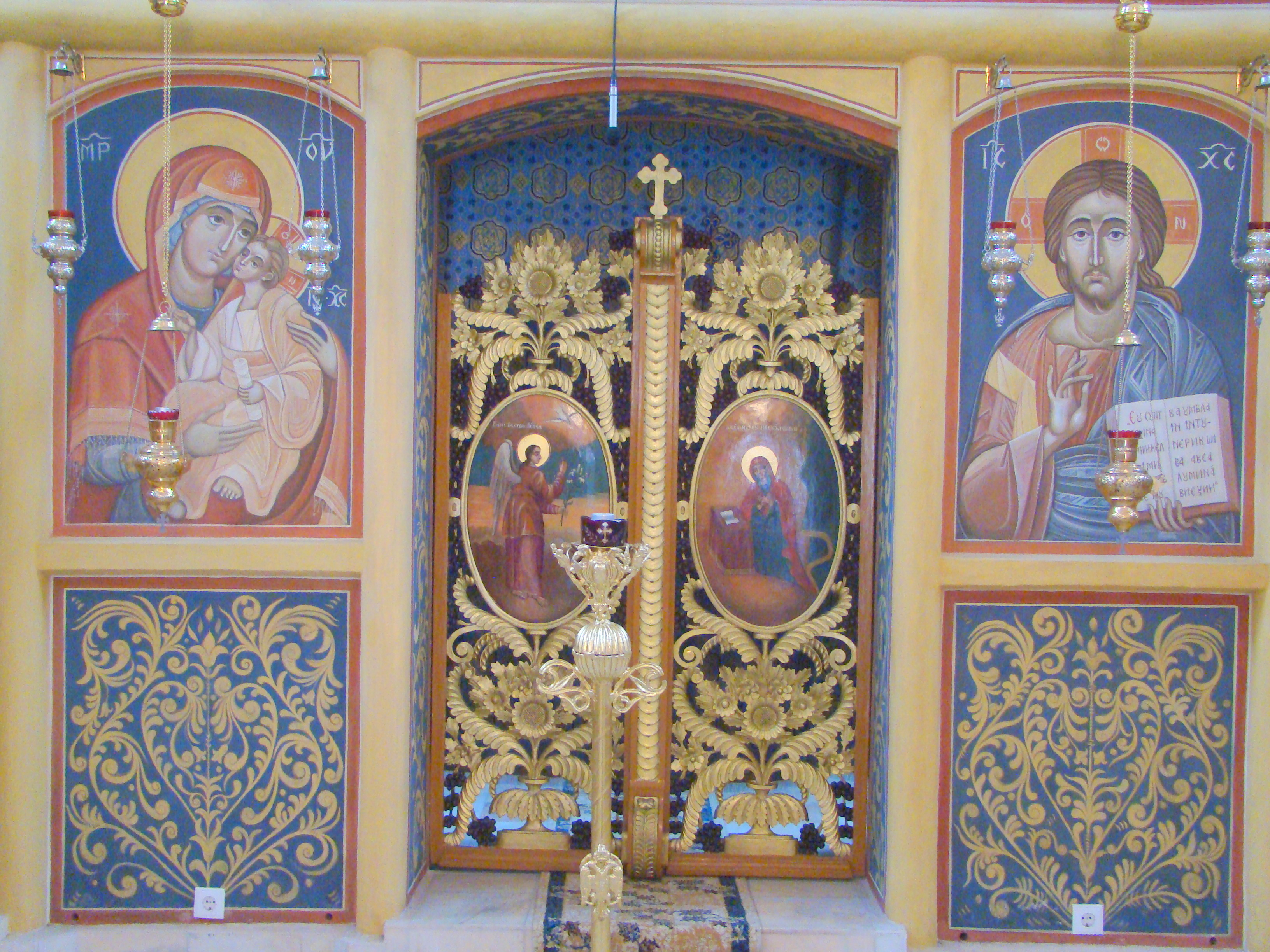
Uși și icoane împărătești
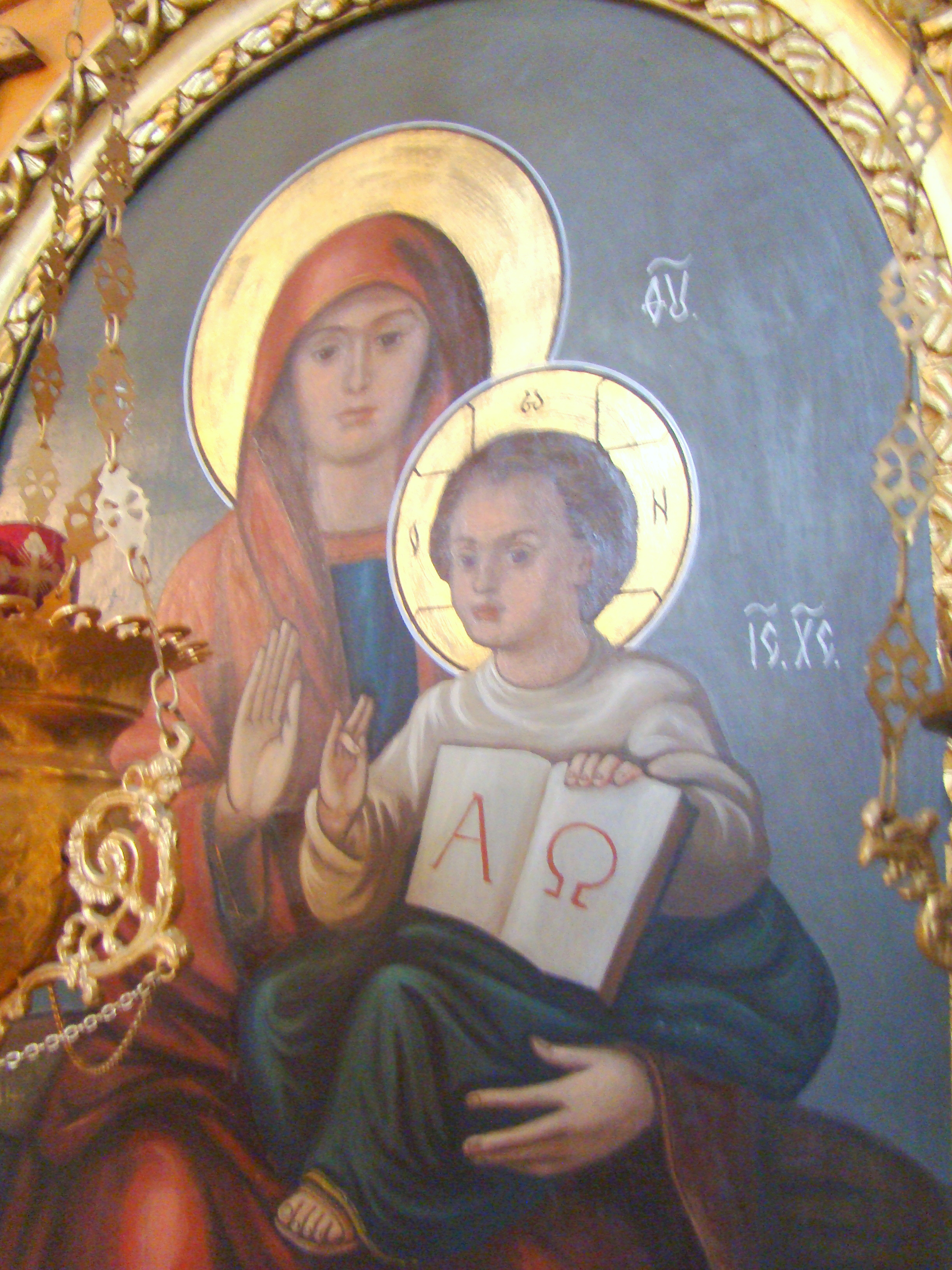
Icoana Maicii Domnului
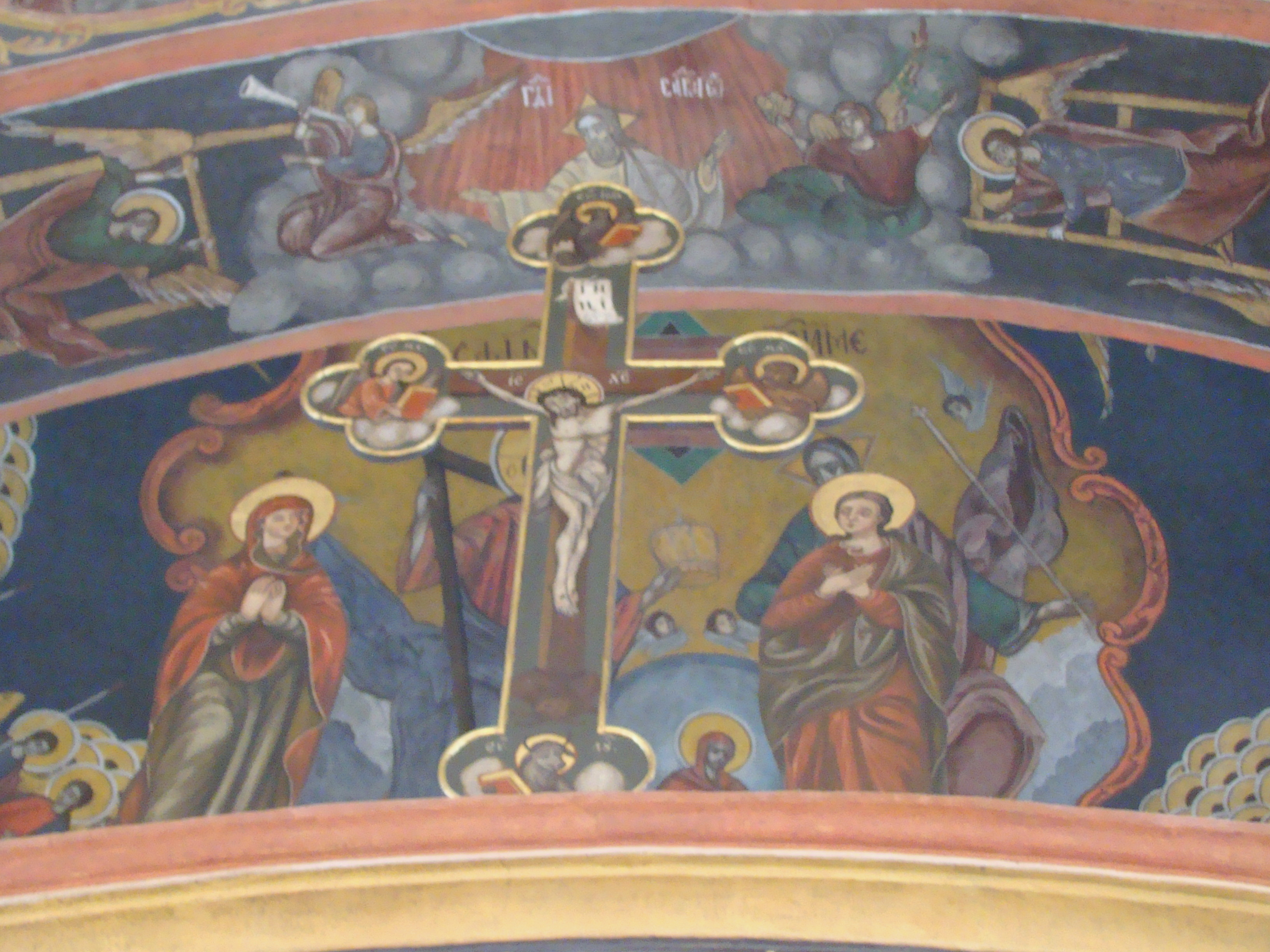
Crucea și moleniile
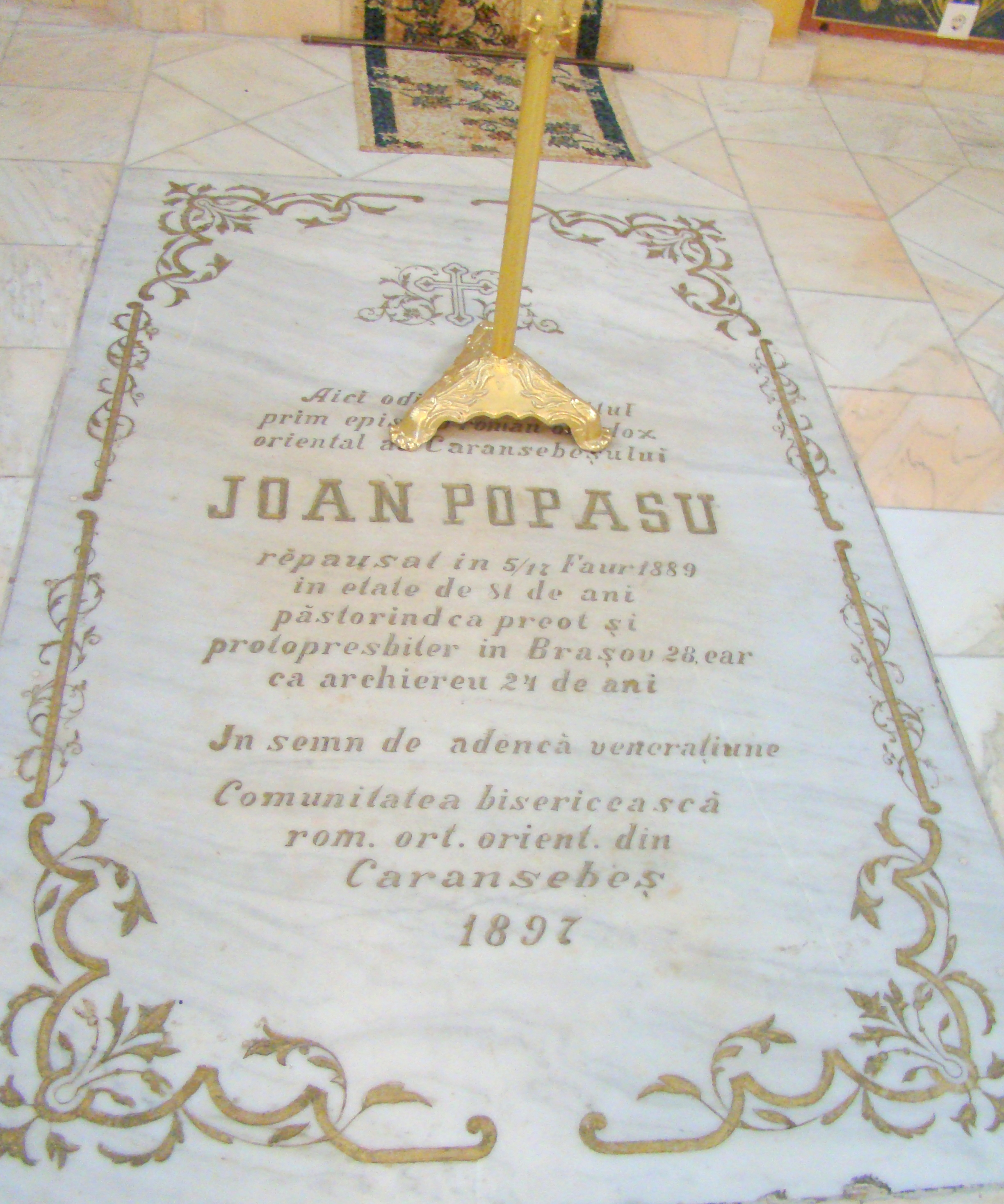
Piatra funerară a episcopului Ioan Popasu
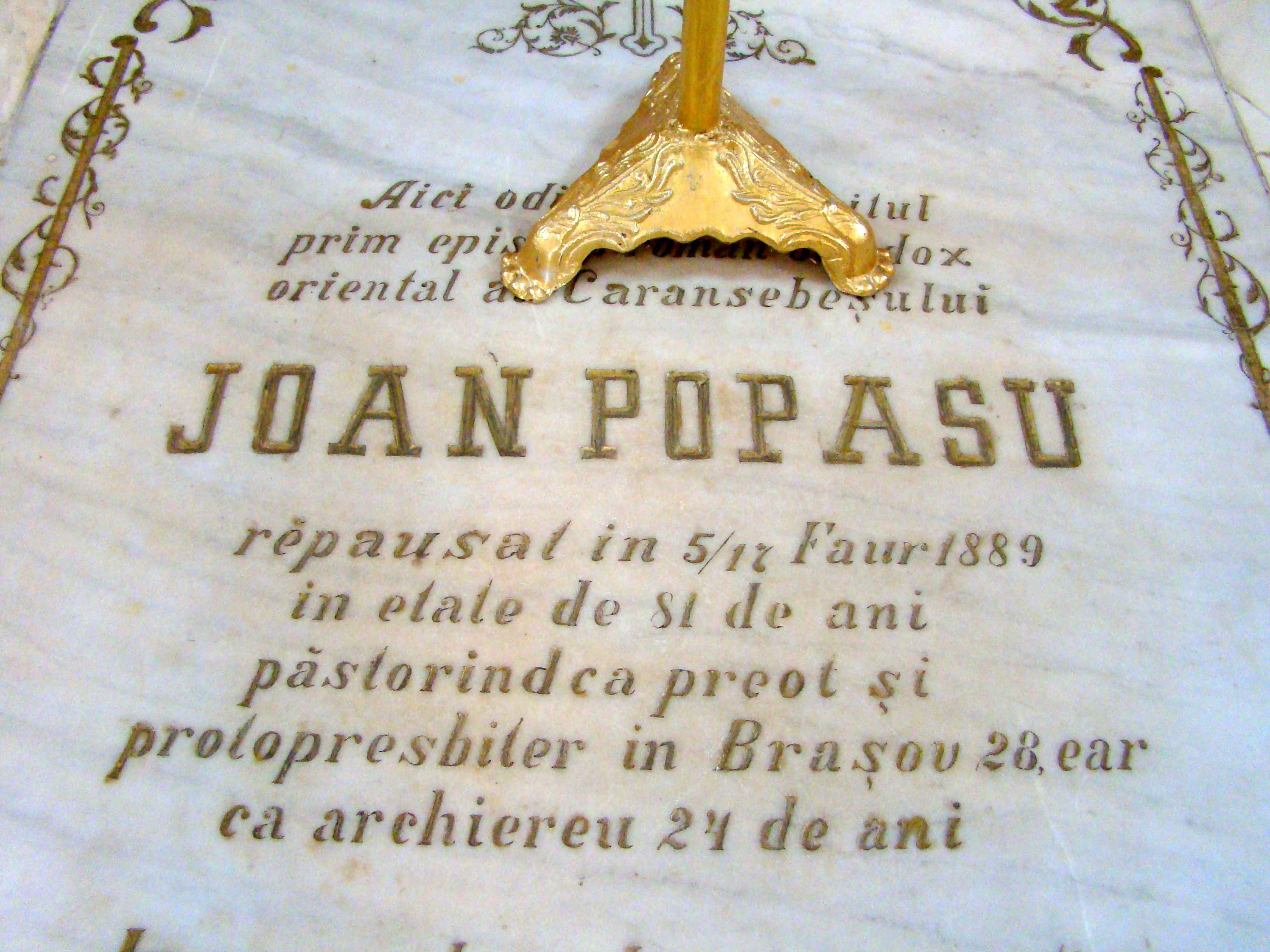
Piatra funerară a episcopului Ioan Popasu
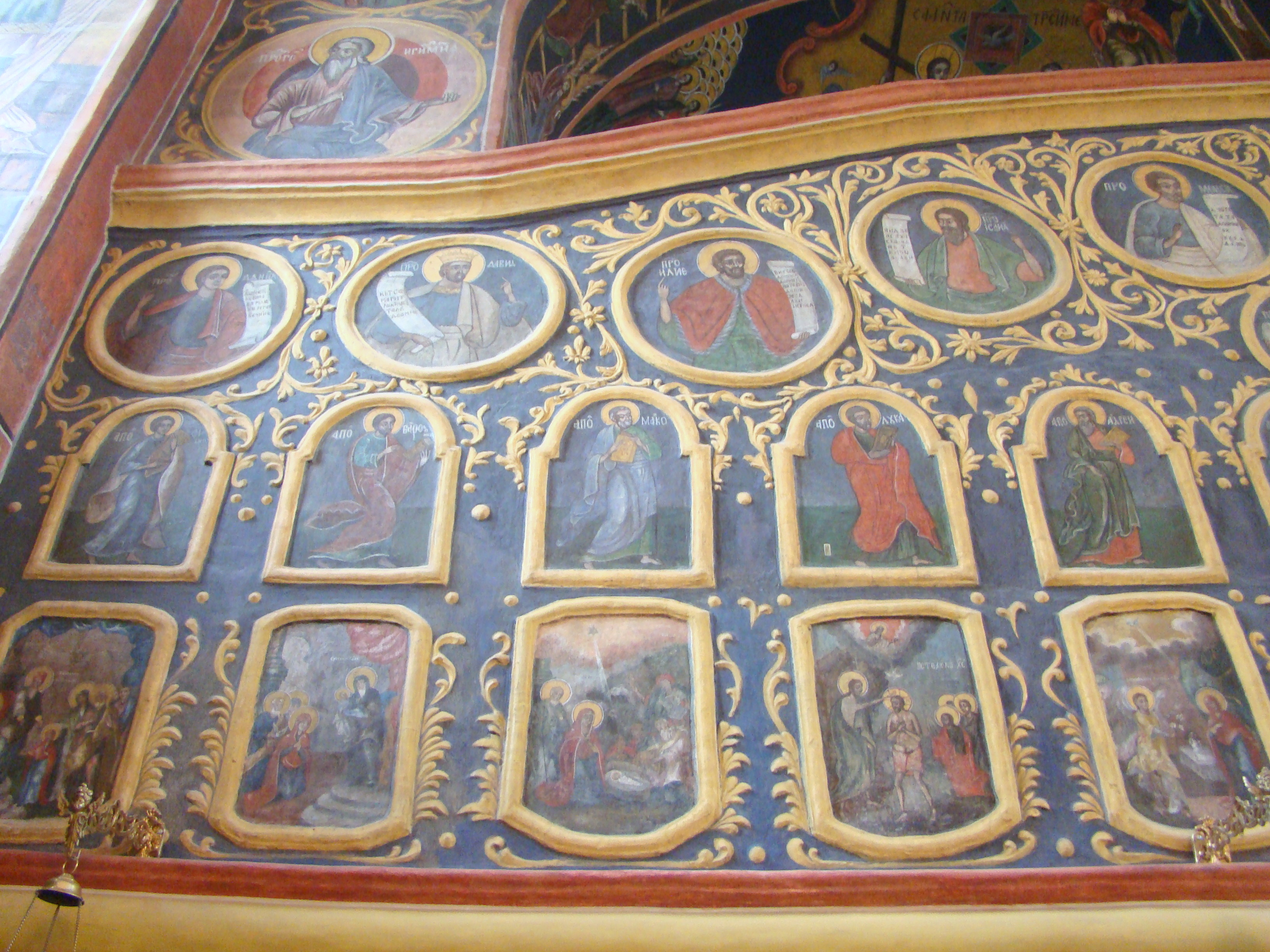
Tâmpla (partea stângă)
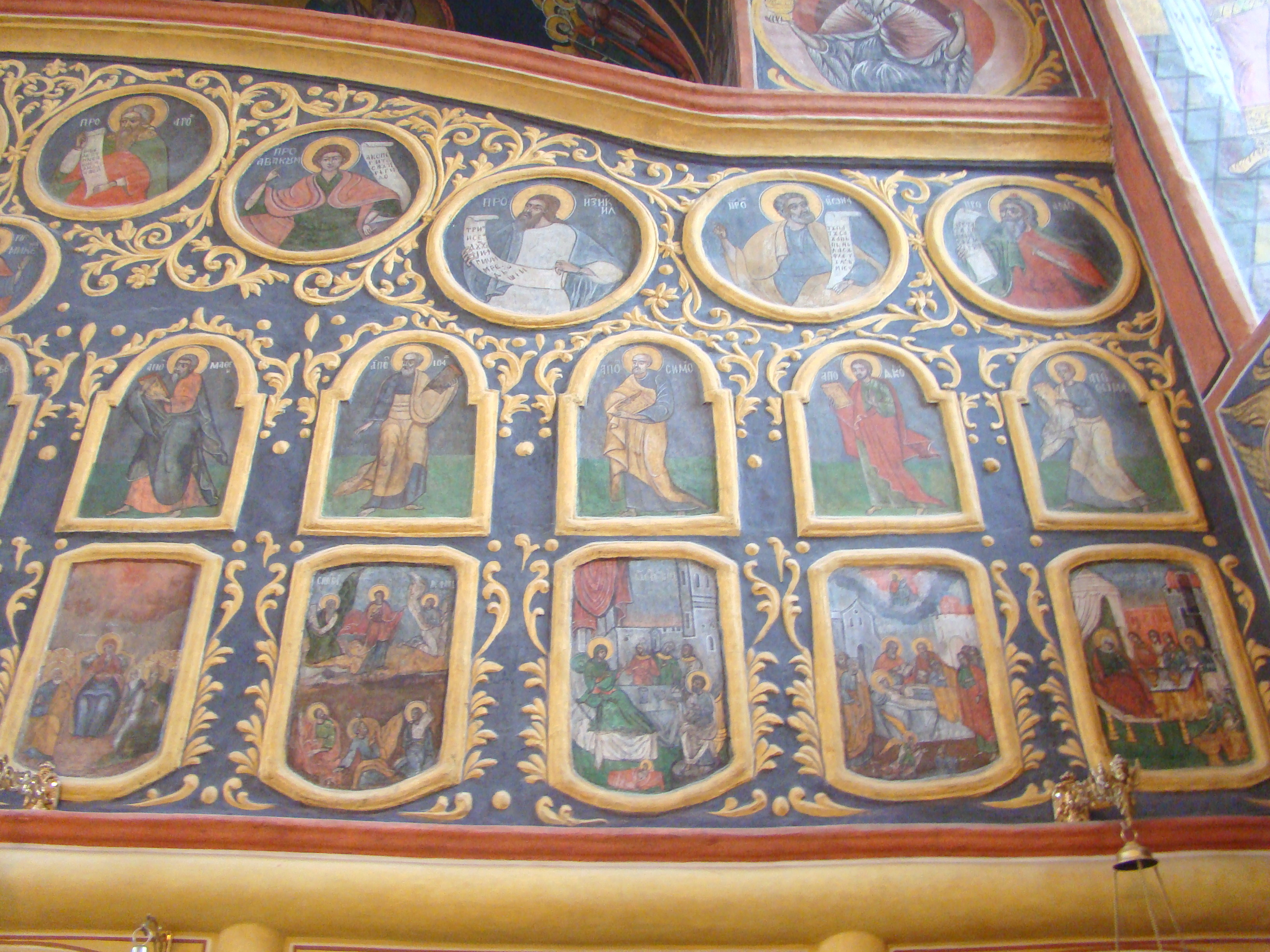
Tâmpla (partea dreaptă)
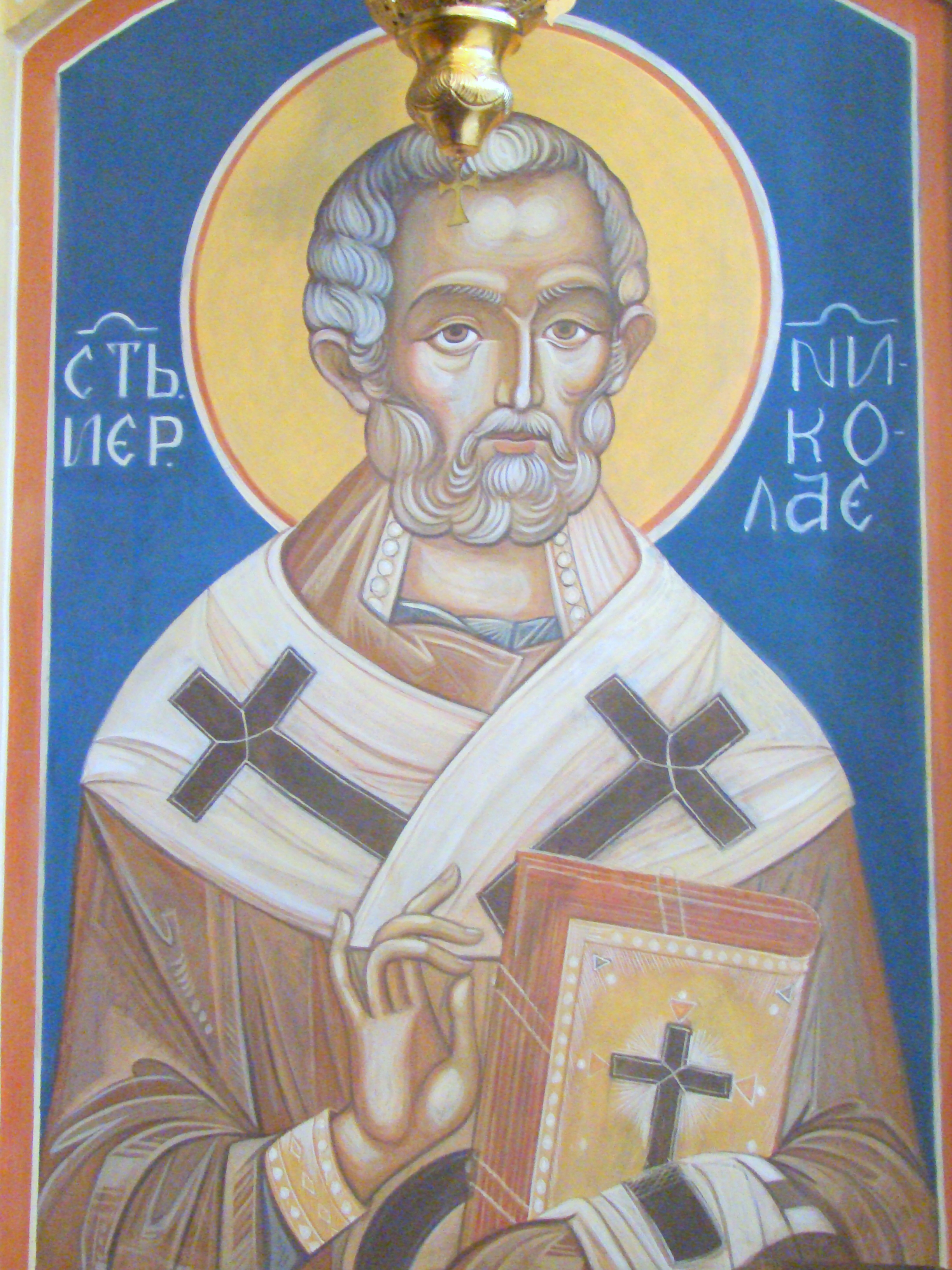
Sfântul Ierarh Nicolae
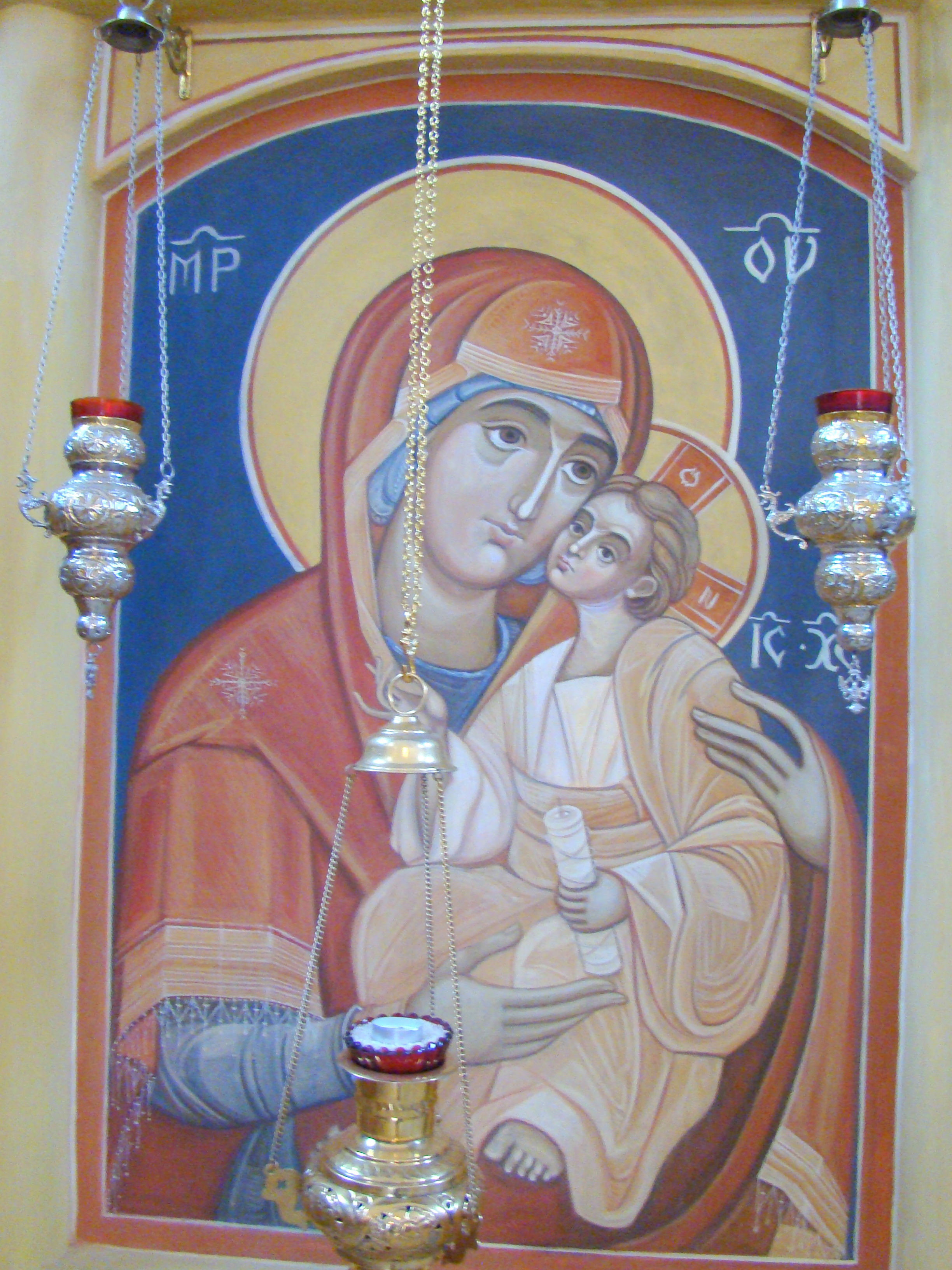
Maria cu pruncul
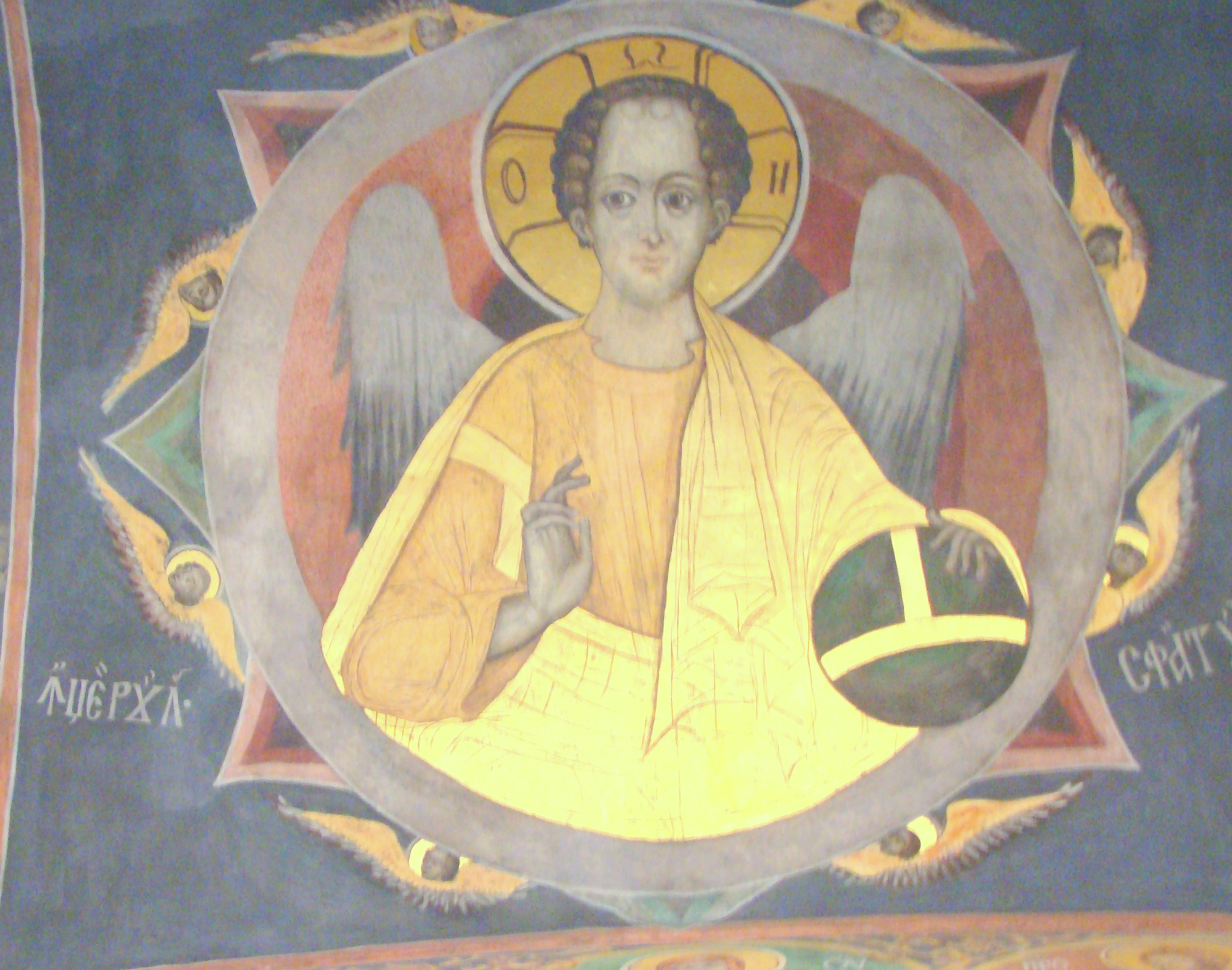
Pictura de pe boltă
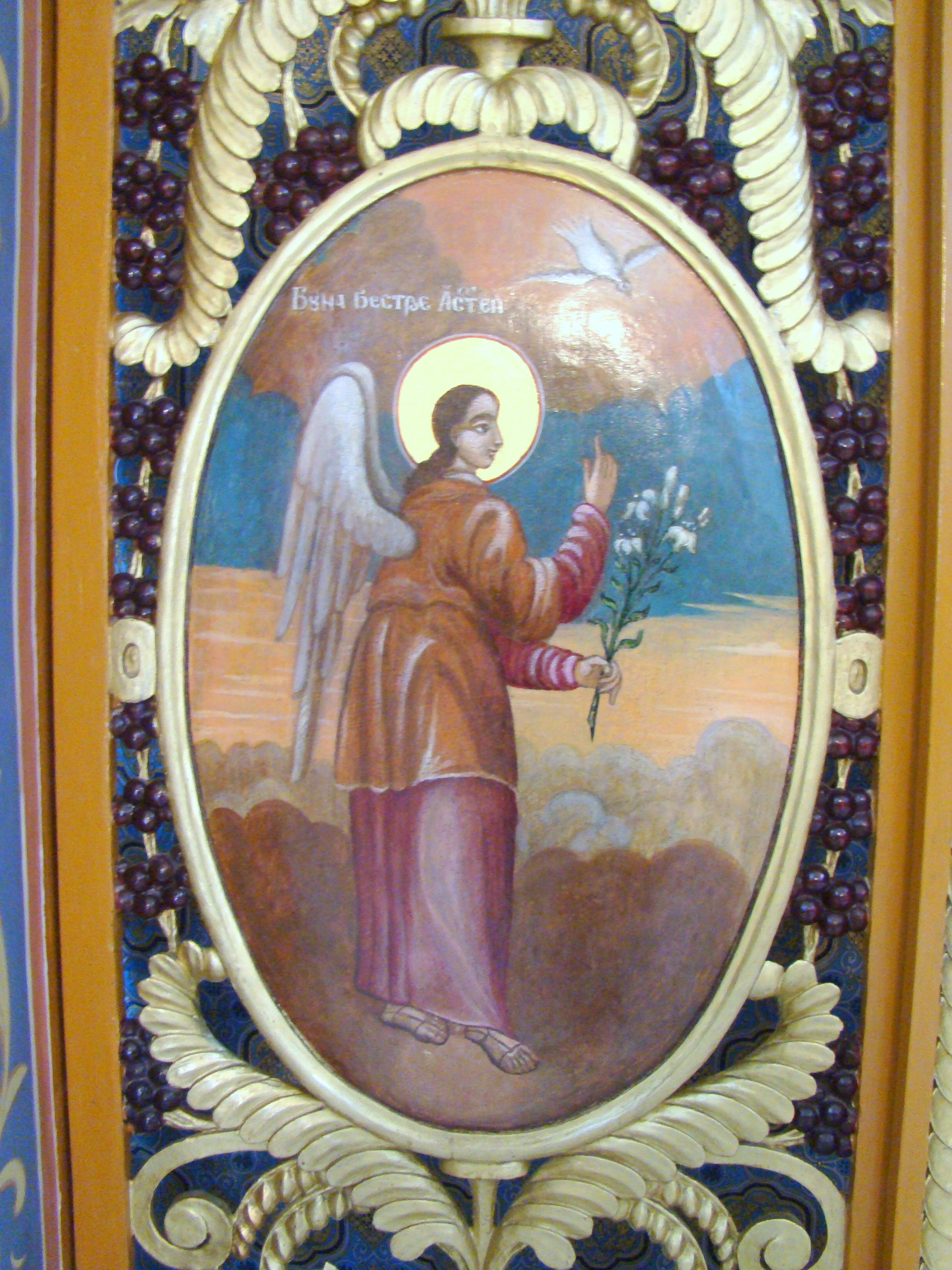
Ușile împărătești (detaliu)
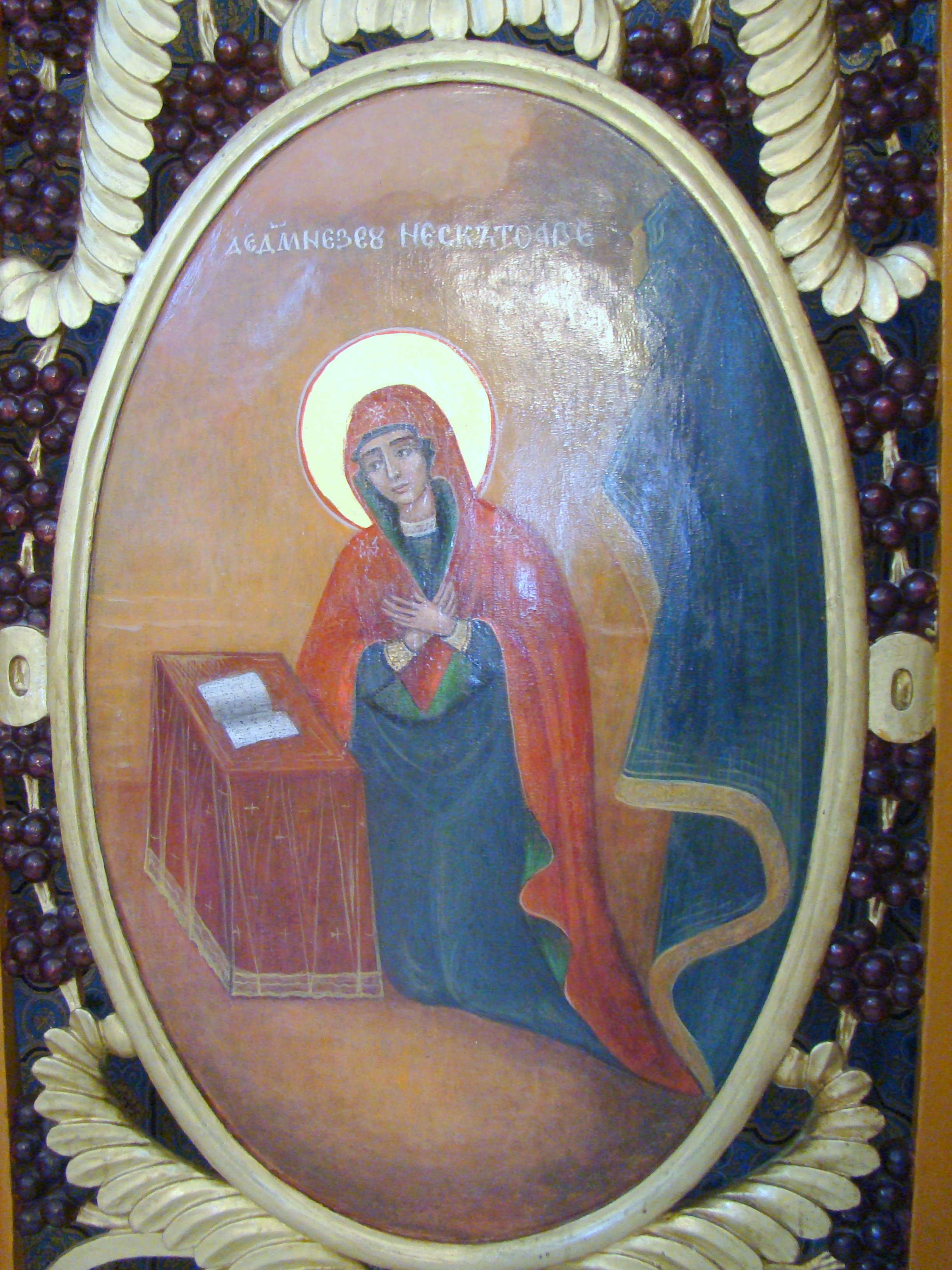
Ușile împărătești (detaliu)
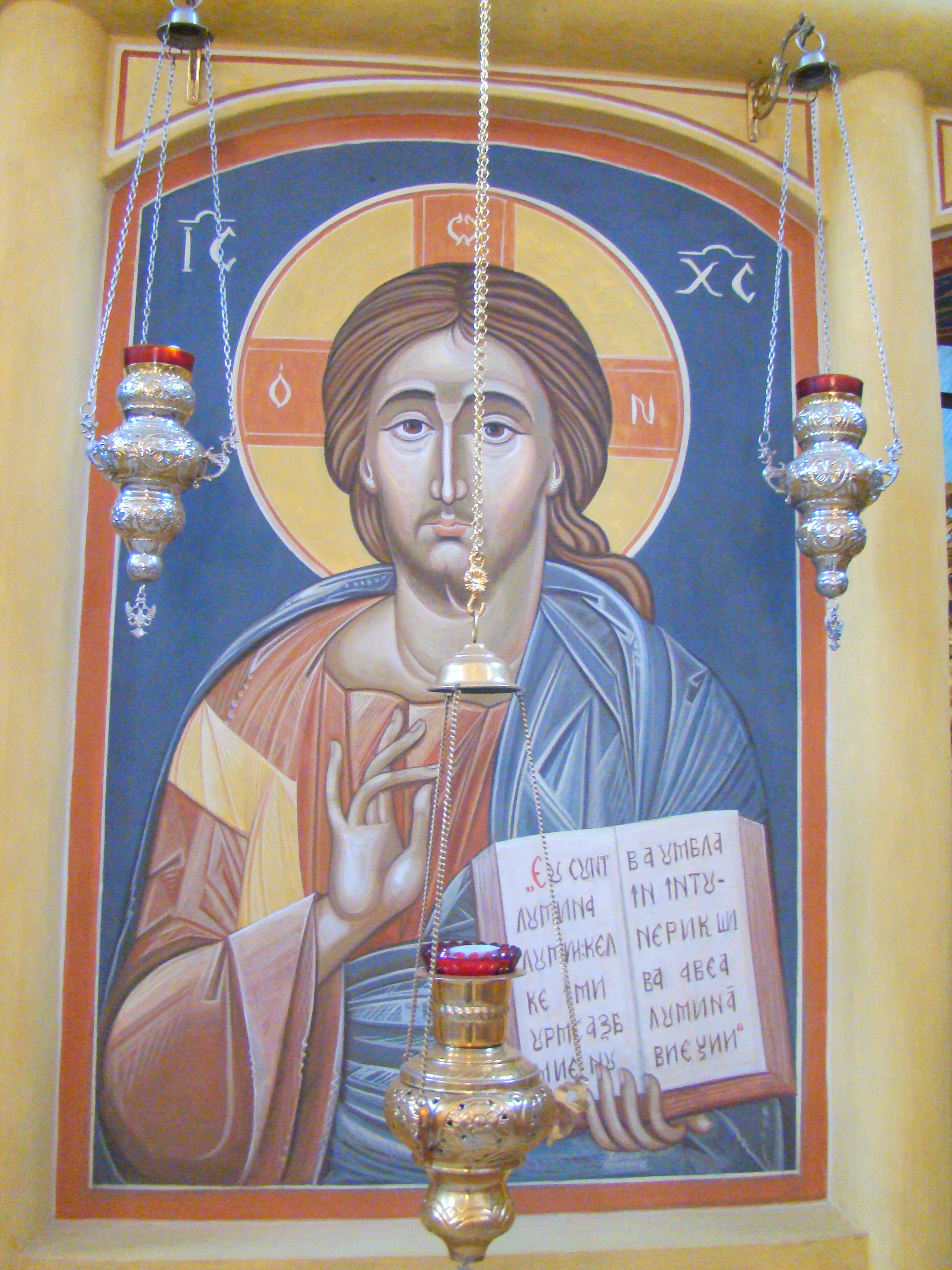
Deisis
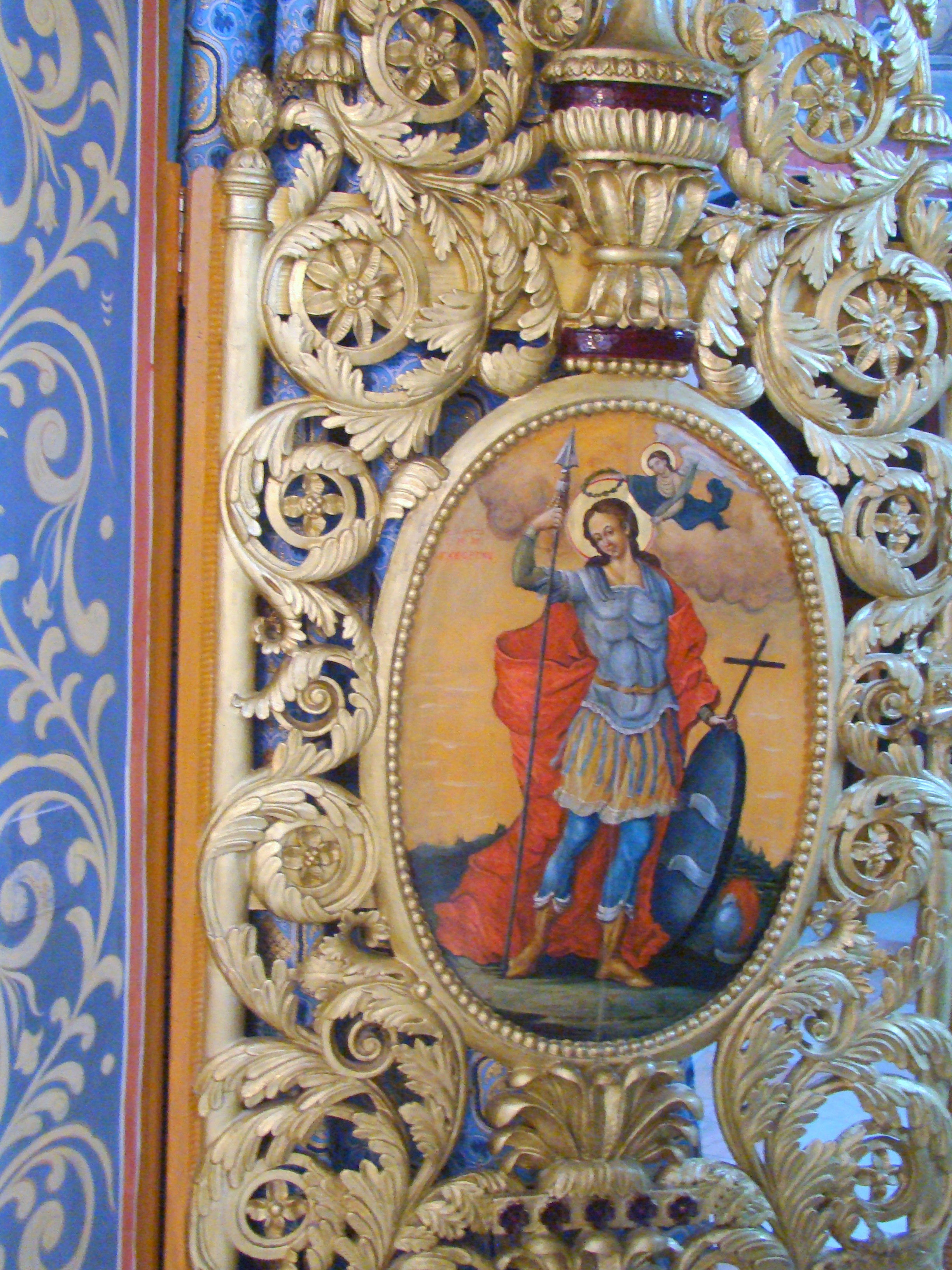
Ușile împărătești (detaliu)
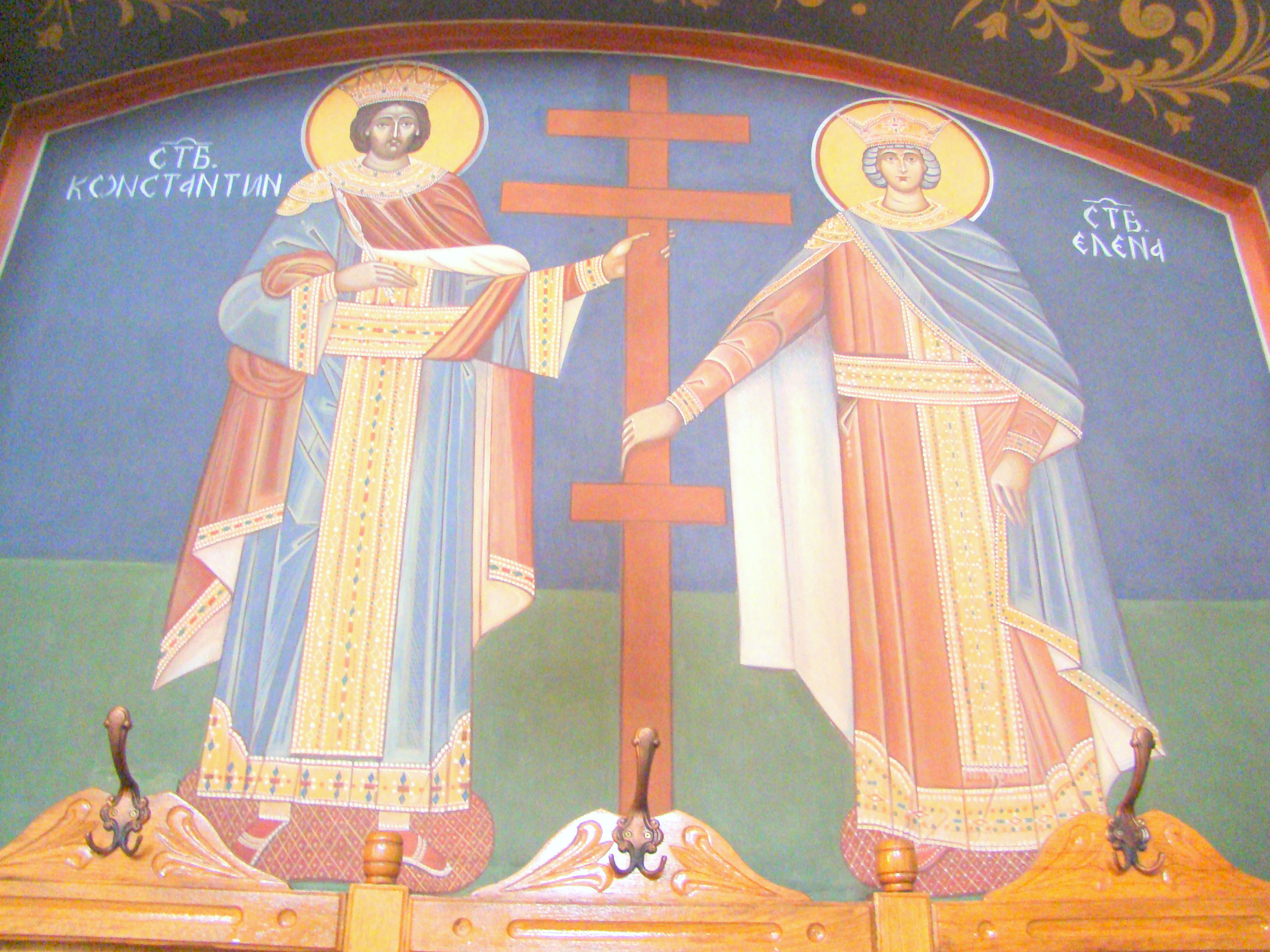
Sfinții împărați Constantin și Elena
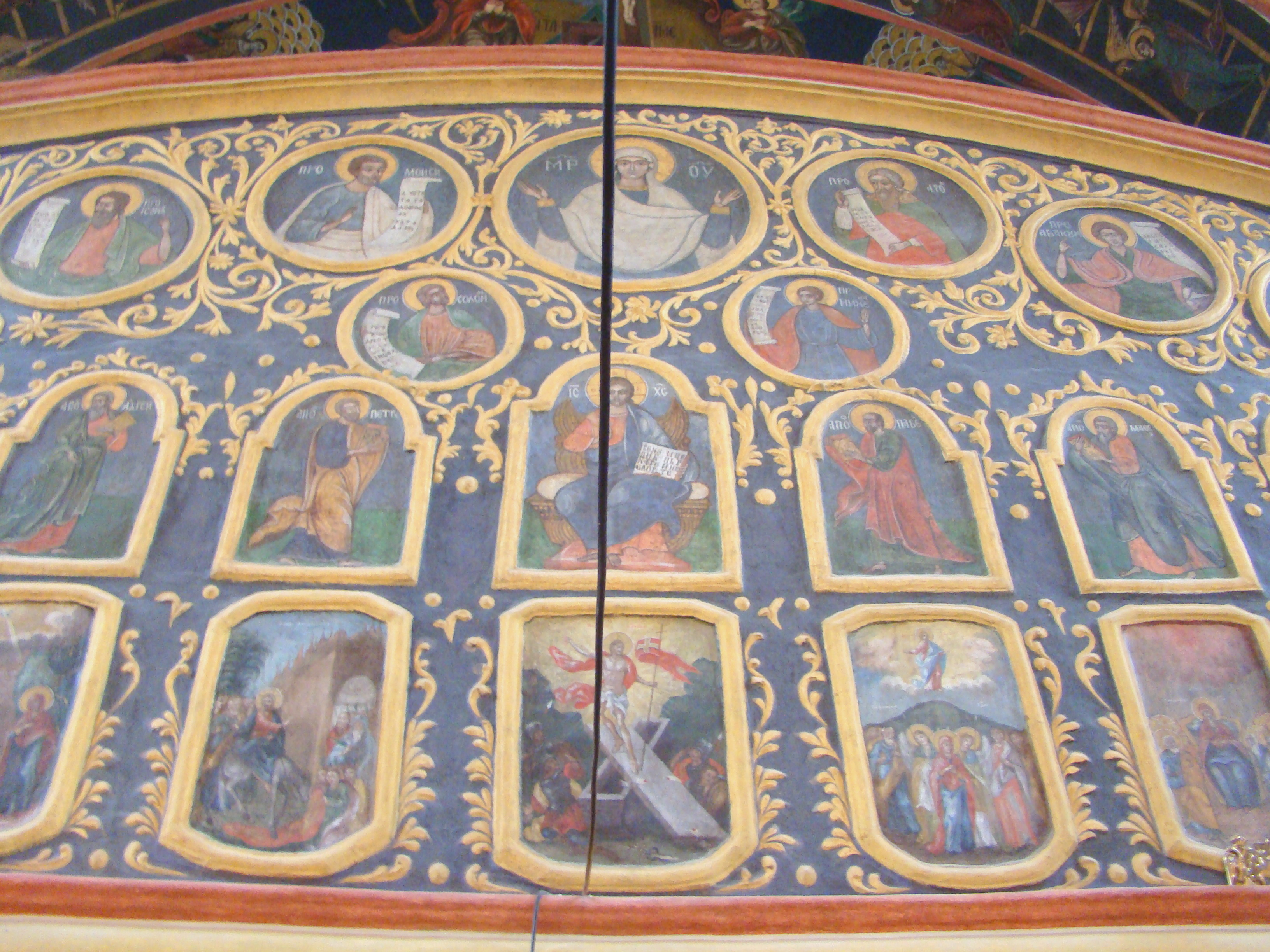
Tâmpla (detaliu)
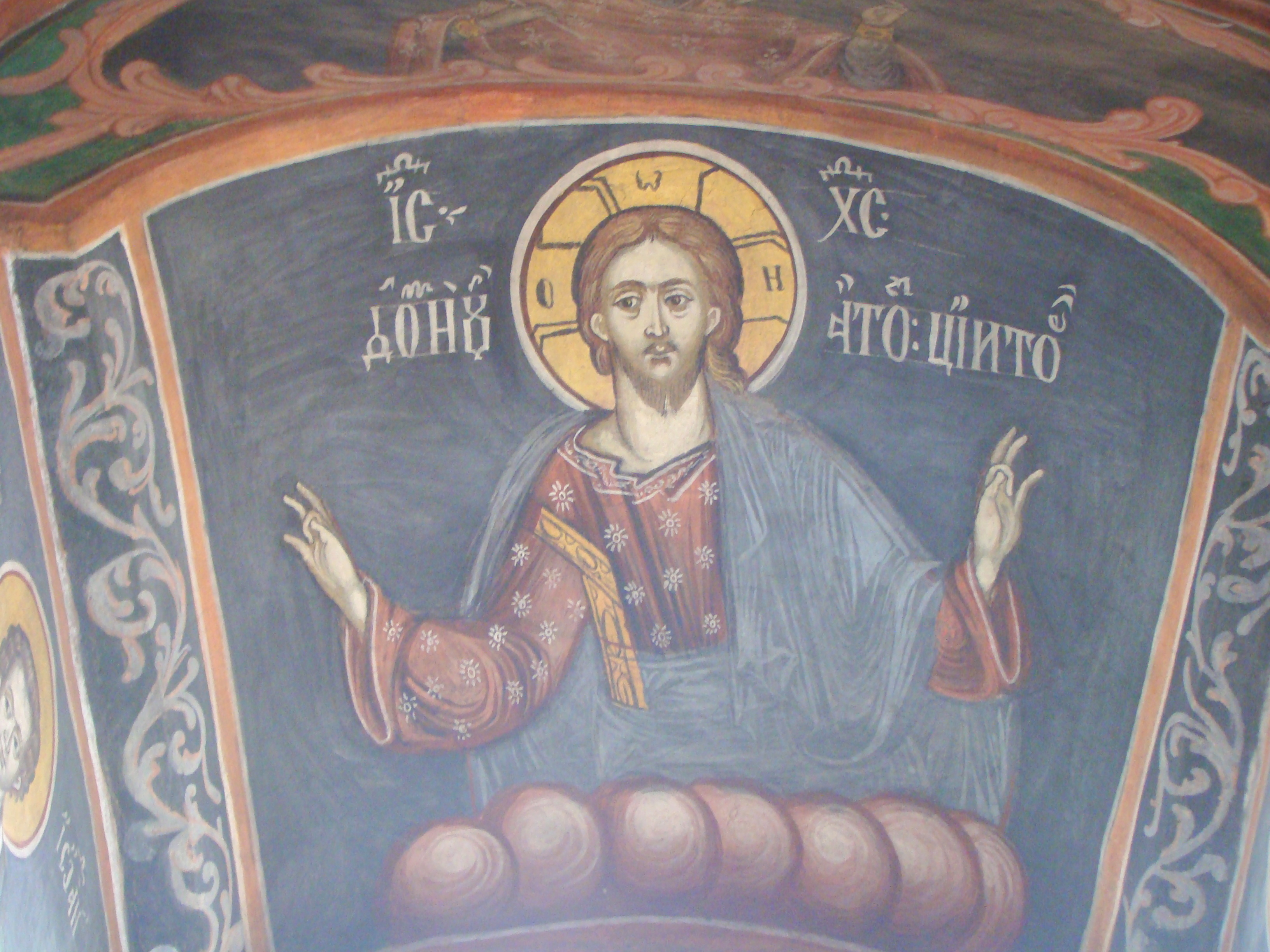
Icoana Mântuitorului
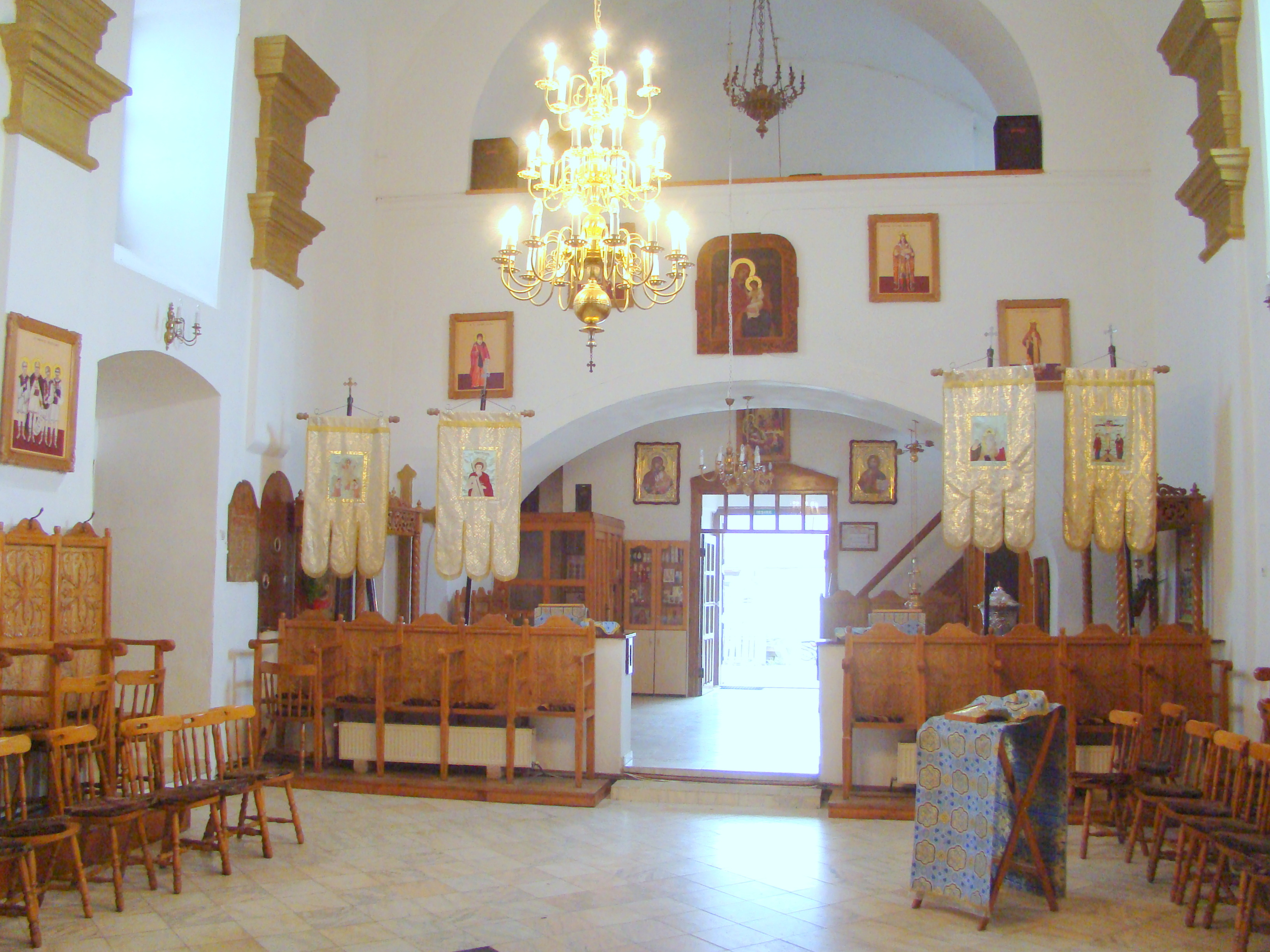
Nava spre ieșire
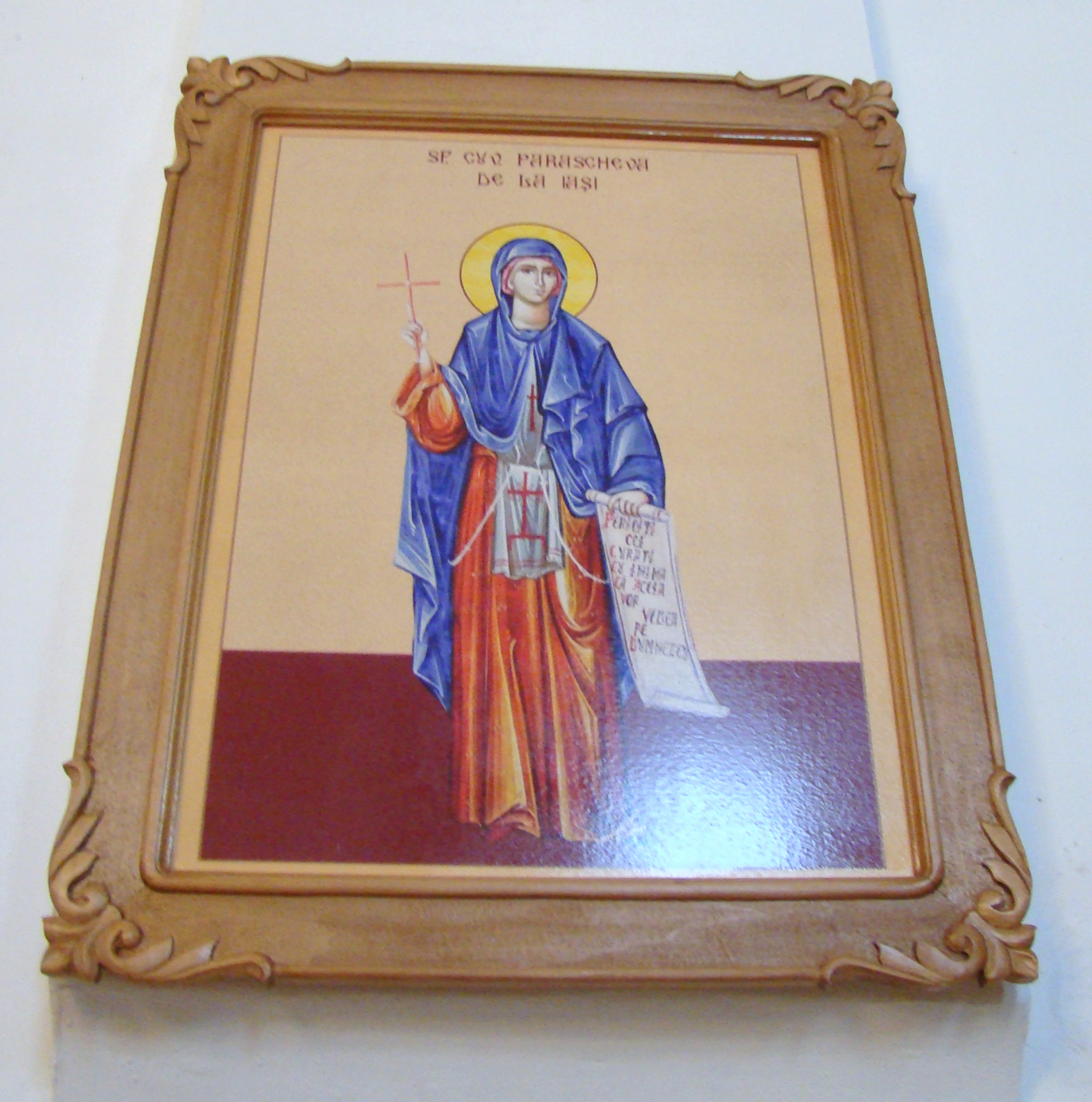
Sfânta Cuvioasă Paraschiva
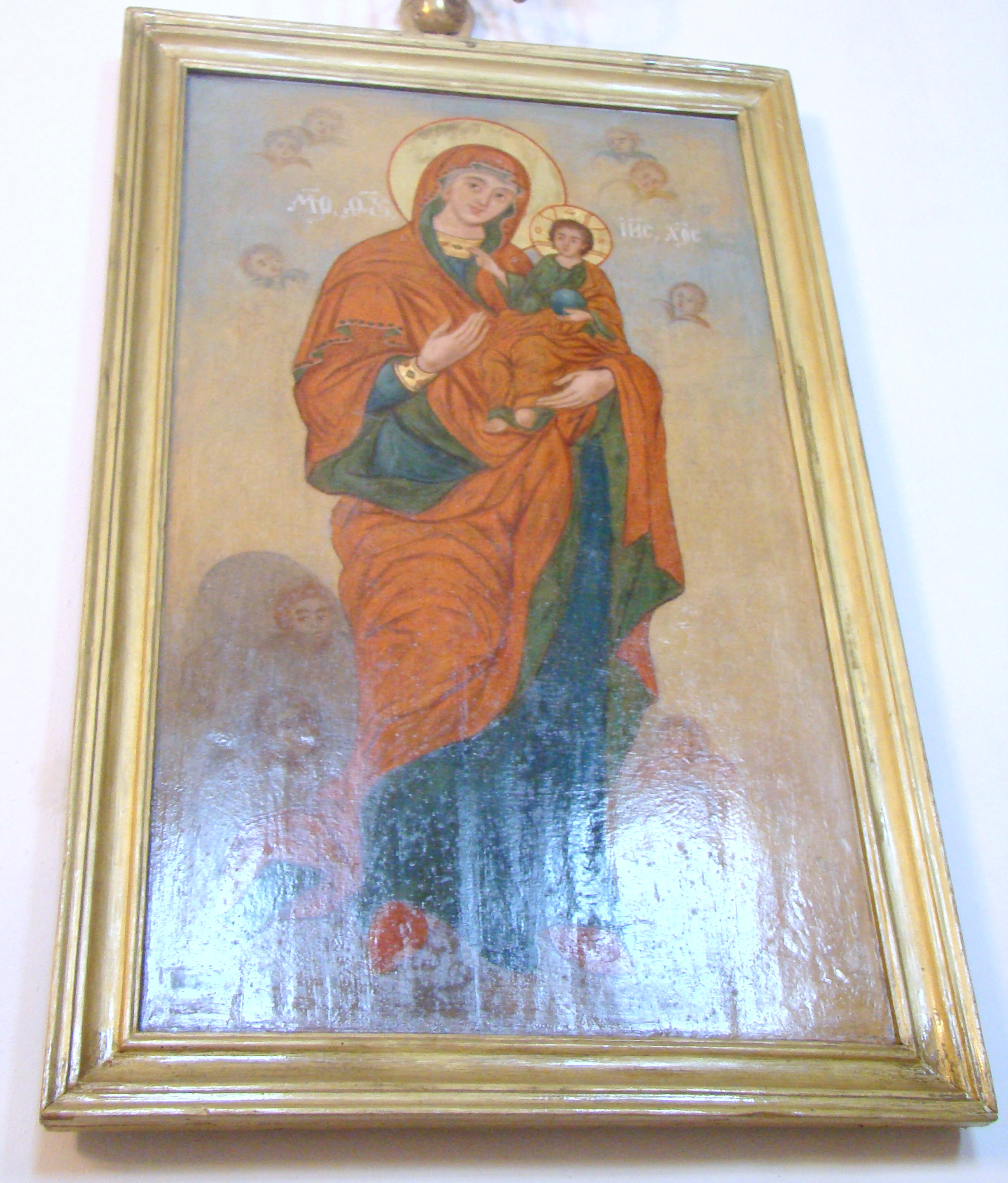
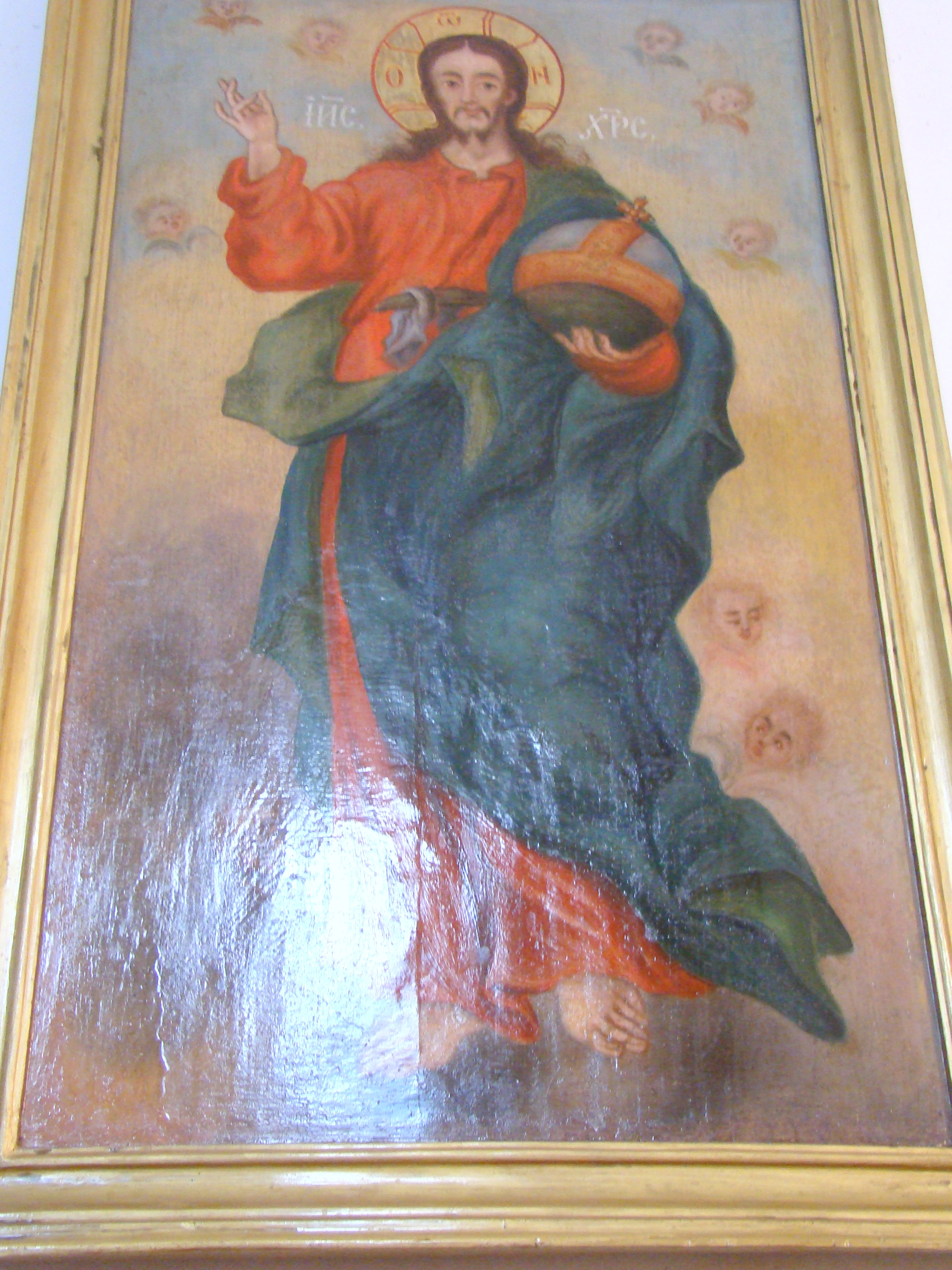
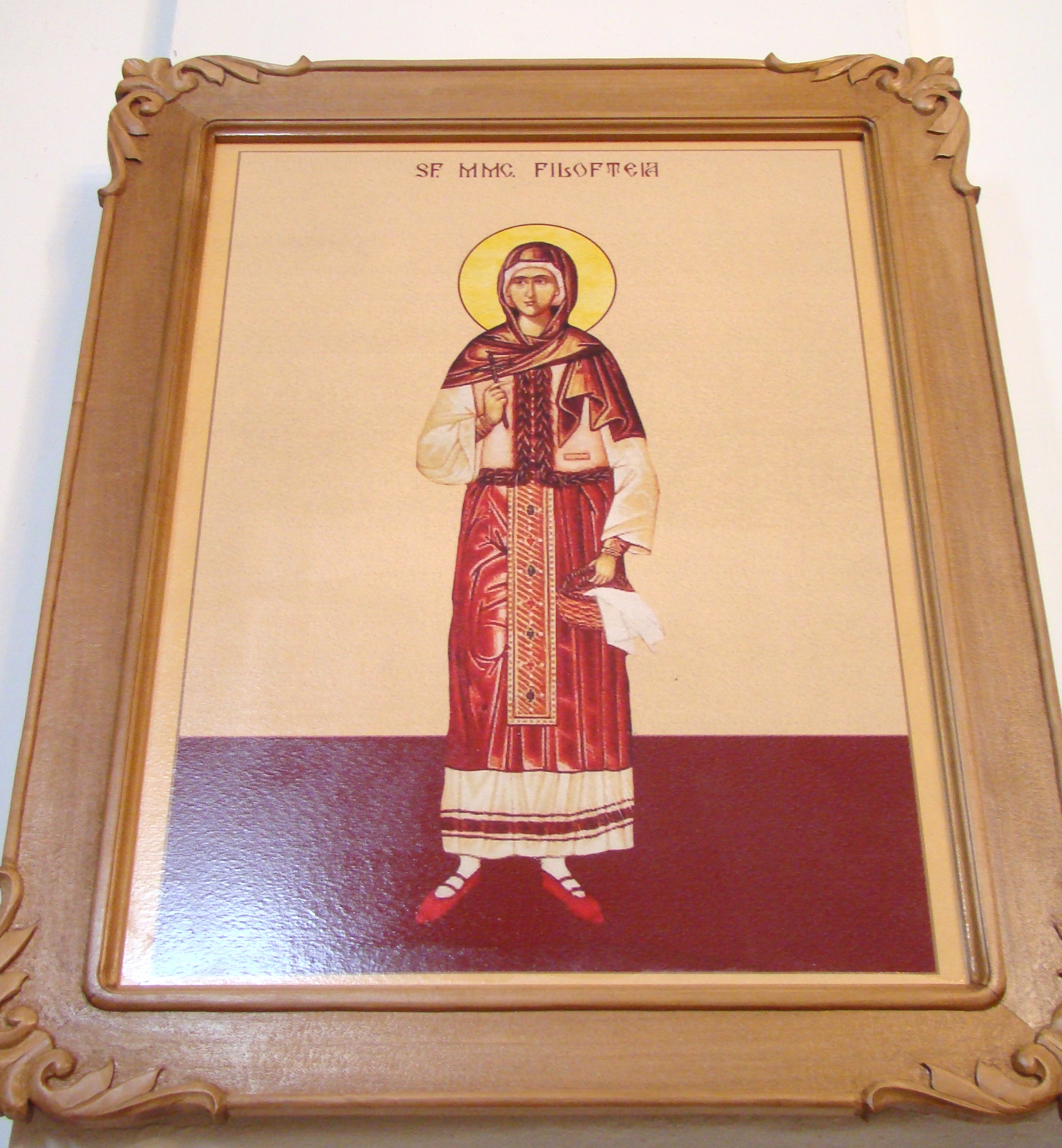
Sfânta Muceniță Filofteia
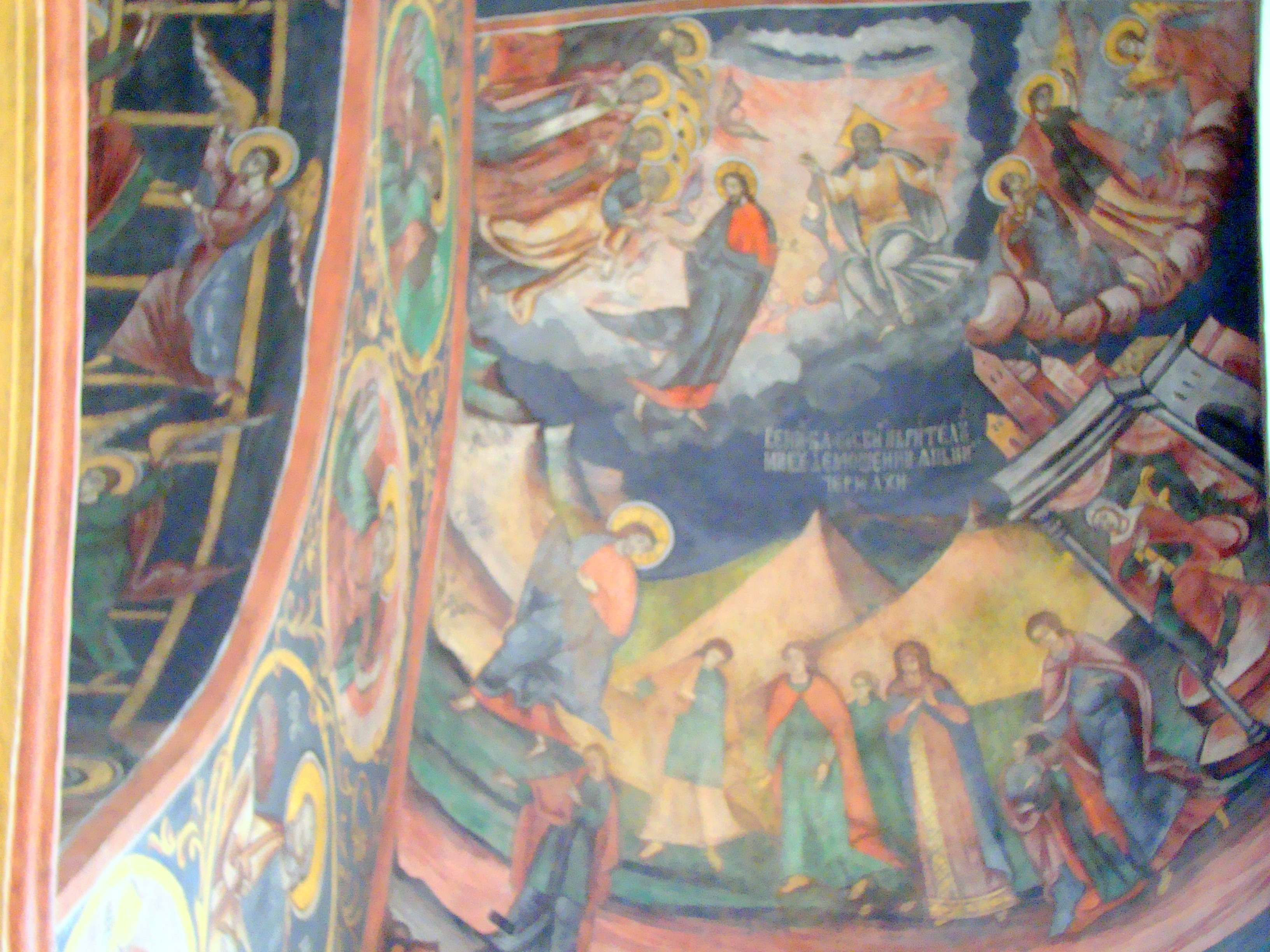